# Lista de pinturas de Albert Marquet

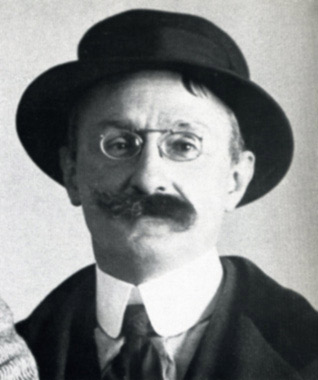
Albert Marquet c 1920.

Esta é uma lista de obras de Albert Marquet (1875-1947), pintor francês
Albert Marquet nasceu em Bordeaux, onde passou a maior parte da sua infância. Em 1890 foi para Paris estudar na Ecole des Arts Décoratifs, onde Henri Matisse também era aluno. Eles moraram na mesma casa por um tempo, e o trabalho ambos sofreu influência recíproca. Marquet começou seus estudos em 1892 na École des Beaux-Arts onde foi discípulo de Gustave Moreau, um artista simbolista que era um seguidor de Eugène Delacroix.
Foi adepto do fauvismo entre 1904-1908, vanguarda artística do século XX com intenção de não ter vínculos com academicismo francês. Mudou de técnica ao longo da carreira indo para a realismo e, posteriormente, para a impressionismo. Tinha predileção por retratar paisagens da França e seus arredores, e predilecção pela água e, em especial, pelo mar.

## aquarela
| Imagem | Título                    | Data | Coleção                             | Localização             | Gênero              | Descrito em |
| ------ | ------------------------- | ---- | ----------------------------------- | ----------------------- | ------------------- | --- |
|        | Pont-Croix                | 1921 | Museu Nacional de Arte Moderna      | Centro Georges Pompidou | pintura de paisagem | O identificador "Q47472121" é desconhecido pelo sistema. Utilize um identificador de entidade válido, por favor.  |
|        | Hondarribia, grey weather | 1926 | No/unknown value                    |                         | pintura de paisagem | O identificador "Q47485288" é desconhecido pelo sistema. Utilize um identificador de entidade válido, por favor.  |
|        | L’usine à Poissy          | 1929 | Musée d'Art et d'Histoire de Poissy | maison de Fer (Poissy)  |                     | O identificador "Q108457826" é desconhecido pelo sistema. Utilize um identificador de entidade válido, por favor. |

## desenho
| Imagem | Título                              | Data | Coleção                                                       | Localização                  | Gênero              | Descrito em |
| ------ | ----------------------------------- | ---- | ------------------------------------------------------------- | ---------------------------- | ------------------- | --- |
|        | Figure Studies                      | 1900 | Galeria Nacional de Arte Desenhos da Galeria Nacional de Arte | Galeria Nacional de Arte     |                     | O identificador "Q64533913" é desconhecido pelo sistema. Utilize um identificador de entidade válido, por favor. |
|        | Two Women                           | 1900 | Galeria Nacional de Arte Desenhos da Galeria Nacional de Arte | Galeria Nacional de Arte     |                     | O identificador "Q64533914" é desconhecido pelo sistema. Utilize um identificador de entidade válido, por favor. |
|        | The Artist's Mother                 | 1904 | Museu de Belas Artes de Bordéus                               | Palais Rohan                 | retrato             | O identificador "Q47303743" é desconhecido pelo sistema. Utilize um identificador de entidade válido, por favor. |
|        | Portrait of a Bearded Man           | 1920 | Galeria Nacional de Arte Desenhos da Galeria Nacional de Arte | Galeria Nacional de Arte     |                     | O identificador "Q64533912" é desconhecido pelo sistema. Utilize um identificador de entidade válido, por favor. |
|        | Untitled                            | 1926 | Museu de Israel                                               | Museu de Israel              |                     | O identificador "Q80173540" é desconhecido pelo sistema. Utilize um identificador de entidade válido, por favor. |
|        | De oude Willemsspoorbrug, Rotterdam |      | Museum Boymans-van Beuningen                                  | Museum Boymans-van Beuningen | pintura de paisagem | O identificador "Q29910018" é desconhecido pelo sistema. Utilize um identificador de entidade válido, por favor. |

## estampa
| Imagem | Título         | Data | Coleção      | Localização | Gênero | Descrito em |
| ------ | -------------- | ---- | ------------ | ----------- | ------ | --- |
|        | Port of Naples | 1929 | Musea Brugge |             |        | O identificador "Q123664509" é desconhecido pelo sistema. Utilize um identificador de entidade válido, por favor. |

## pintura
| Imagem | Título                                                                   | Data                 | Coleção | Localização                                                                                     | Gênero                          | Descrito em |
| ------ | ------------------------------------------------------------------------ | -------------------- | --- | ----------------------------------------------------------------------------------------------- | ------------------------------- | --- |
|        | The Port                                                                 | 1 de janeiro de 1500 | Museu Municipal de Haia                                                                                               | Museu Municipal de Haia                                                                         |                                 | O identificador "Q110865645" é desconhecido pelo sistema. Utilize um identificador de entidade válido, por favor. |
|        | Portrait of Clémentine                                                   | 1895                 | No/unknown value |                                                                                                 | retrato                         | O identificador "Q47455474" é desconhecido pelo sistema. Utilize um identificador de entidade válido, por favor.  |
|        | ARÈS                                                                     | 1896                 | |                                                                                                 |                                 | O identificador "Q131153727" é desconhecido pelo sistema. Utilize um identificador de entidade válido, por favor. |
|        | Girl Embroidering, Seated in a Garden                                    | 1896                 | No/unknown value |                                                                                                 | retrato                         | O identificador "Q47455455" é desconhecido pelo sistema. Utilize um identificador de entidade válido, por favor.  |
|        | Parisian suburb                                                          | 1897                 | Musée des Beaux-Arts et d'Archéologie de Besançon Museu Nacional de Arte Moderna                                      | Musée des Beaux-Arts et d'Archéologie de Besançon                                               | pintura de paisagem             | O identificador "Q47260389" é desconhecido pelo sistema. Utilize um identificador de entidade válido, por favor.  |
|        | Bouquet of Flowers, 1898                                                 | 1898                 | No/unknown value |                                                                                                 | natureza-morta                  | O identificador "Q47262560" é desconhecido pelo sistema. Utilize um identificador de entidade válido, por favor.  |
|        | Fruit, Knife and Napkin                                                  | década de 1890       | No/unknown value |                                                                                                 | natureza-morta                  | O identificador "Q47263112" é desconhecido pelo sistema. Utilize um identificador de entidade válido, por favor.  |
|        | Life Class at the École des Beaux-Arts                                   | 1898                 | Museu de Belas Artes de Bordéus                                                                                       | Museu de Belas Artes de Bordéus                                                                 | nu artístico                    | O identificador "Q47263482" é desconhecido pelo sistema. Utilize um identificador de entidade válido, por favor.  |
|        | Young Girl on the Beach                                                  | 1898                 | Museu de Arte de Saint Louis                                                                                          | Museu de Arte de Saint Louis                                                                    |                                 | O identificador "Q78752278" é desconhecido pelo sistema. Utilize um identificador de entidade válido, por favor.  |
|        | Jardin du Luxembourg in Paris                                            | 1898                 | Collection Rau for UNICEF                                                                                             |                                                                                                 |                                 | O identificador "Q78942675" é desconhecido pelo sistema. Utilize um identificador de entidade válido, por favor.  |
|        | Pons                                                                     | 1898                 | Portland Art Museum                                                                                                   | Portland Art Museum                                                                             |                                 | O identificador "Q84243350" é desconhecido pelo sistema. Utilize um identificador de entidade válido, por favor.  |
|        | Portrait du père et de la mère de l'artiste                              | 1898                 | Museu de Belas Artes de Bordéus                                                                                       | Museu de Belas Artes de Bordéus                                                                 | retrato                         | O identificador "Q123055450" é desconhecido pelo sistema. Utilize um identificador de entidade válido, por favor. |
|        | Les Arbres à Billancourt                                                 | 1898                 | Museu de Belas Artes de Bordéus                                                                                       | Museu de Belas Artes de Bordéus                                                                 |                                 | O identificador "Q123055463" é desconhecido pelo sistema. Utilize um identificador de entidade válido, por favor. |
|        | Nature morte avec pommes et gobelet                                      | 1898                 | Museu de Belas Artes de Bordéus                                                                                       | Museu de Belas Artes de Bordéus                                                                 | natureza-morta                  | O identificador "Q123055513" é desconhecido pelo sistema. Utilize um identificador de entidade válido, por favor. |
|        | Portrait de Matisse                                                      | 1899                 | Museu de Belas Artes de Bordéus                                                                                       | Museu de Belas Artes de Bordéus                                                                 | retrato                         | O identificador "Q120488655" é desconhecido pelo sistema. Utilize um identificador de entidade válido, por favor. |
|        | Banlieue de Paris                                                        | 1899                 | Museu Wallraf–Richartz Fondation Corboud                                                                              | Museu Wallraf–Richartz                                                                          |                                 | O identificador "Q116143409" é desconhecido pelo sistema. Utilize um identificador de entidade válido, por favor. |
|        | Pot of Flowers                                                           | 1900                 | No/unknown value |                                                                                                 | natureza-morta                  | O identificador "Q47288968" é desconhecido pelo sistema. Utilize um identificador de entidade válido, por favor.  |
|        | Der Hafen von Algier                                                     | década de 1900       | |                                                                                                 |                                 | O identificador "Q110865502" é desconhecido pelo sistema. Utilize um identificador de entidade válido, por favor. |
|        | Canal dans les environs de Paris                                         | 1900                 | Musée d'Art moderne de Troyes                                                                                         | Musée d'Art moderne de Troyes                                                                   |                                 | O identificador "Q124327335" é desconhecido pelo sistema. Utilize um identificador de entidade válido, por favor. |
|        | CAFÉ DE VILLAGE                                                          | 1900                 | |                                                                                                 |                                 | O identificador "Q135875260" é desconhecido pelo sistema. Utilize um identificador de entidade válido, por favor. |
|        | Bouquet de fleurs et pommes                                              | 1900                 | Museu de Arte Moderna André Malraux                                                                                   | Museu de Arte Moderna André Malraux                                                             | natureza-morta                  | O identificador "Q75661216" é desconhecido pelo sistema. Utilize um identificador de entidade válido, por favor.  |
|        | Still Life                                                               | 1900                 | Museu de Belas Artes da Virgínia                                                                                      | Museu de Belas Artes da Virgínia                                                                | natureza-morta                  | O identificador "Q85225052" é desconhecido pelo sistema. Utilize um identificador de entidade válido, por favor.  |
|        | Milliners                                                                | 1901                 | Museu Hermitage | Museu Hermitage                                                                                 | pintura de género               | O identificador "Q21740512" é desconhecido pelo sistema. Utilize um identificador de entidade válido, por favor.  |
|        | Farmyard at La Percaillerie                                              | 1901                 | No/unknown value |                                                                                                 | pintura de paisagem             | O identificador "Q47289049" é desconhecido pelo sistema. Utilize um identificador de entidade válido, por favor.  |
|        | The Seine and the Apse of Notre Dame                                     | 1902 1901            | Musée d'Art moderne de Troyes Museu Nacional de Arte Moderna                                                          | Musée d'Art moderne de Troyes                                                                   | pintura de paisagem             | O identificador "Q47289399" é desconhecido pelo sistema. Utilize um identificador de entidade válido, por favor.  |
|        | An Alley in the Jardin du Luxembourg                                     | 1901                 | Museu Hermitage | Museu Hermitage                                                                                 | pintura de paisagem             | O identificador "Q27978646" é desconhecido pelo sistema. Utilize um identificador de entidade válido, por favor.  |
|        | La Mine de fer de Diélette                                               | 1901                 | Museu de Belas Artes de Caen                                                                                          | Museu de Belas Artes de Caen                                                                    |                                 | O identificador "Q105534720" é desconhecido pelo sistema. Utilize um identificador de entidade válido, por favor. |
|        | The Coffeepot                                                            | 1902                 | Museu de Belas Artes de Bordéus Museu Nacional de Arte Moderna                                                        | Museu de Belas Artes de Bordéus                                                                 | natureza-morta                  | O identificador "Q47156793" é desconhecido pelo sistema. Utilize um identificador de entidade válido, por favor.  |
|        | The Apse of Notre Dame                                                   | 1902                 | Musée des Beaux-Arts et d'Archéologie de Besançon Museu Nacional de Arte Moderna                                      | Musée des Beaux-Arts et d'Archéologie de Besançon                                               |                                 | O identificador "Q47461110" é desconhecido pelo sistema. Utilize um identificador de entidade válido, por favor.  |
|        | Jardin du Luxembourg                                                     | 1902                 | Museu de Belas Artes de Bordéus                                                                                       | Museu de Belas Artes de Bordéus                                                                 |                                 | O identificador "Q123055517" é desconhecido pelo sistema. Utilize um identificador de entidade válido, por favor. |
|        | Apse of Notre Dame                                                       | 1902                 | Aichi Prefectural Museum of Art                                                                                       | Aichi Prefectural Museum of Art                                                                 | paisagem de cidade              | O identificador "Q124172835" é desconhecido pelo sistema. Utilize um identificador de entidade válido, por favor. |
|        | Im Jardin du Luxembourg                                                  | 1902                 | Von der Heydt Museum                                                                                                  | Von der Heydt Museum                                                                            |                                 | O identificador "Q124377778" é desconhecido pelo sistema. Utilize um identificador de entidade válido, por favor. |
|        | Les Toits rouges                                                         | 1903                 | Museu de Arte Moderna André Malraux                                                                                   | Museu de Arte Moderna André Malraux                                                             |                                 | O identificador "Q105576010" é desconhecido pelo sistema. Utilize um identificador de entidade válido, por favor. |
|        | Le Port de Fécamp                                                        | 1903                 | Peindre en Normandie                                                                                                  |                                                                                                 |                                 | O identificador "Q120490549" é desconhecido pelo sistema. Utilize um identificador de entidade válido, por favor. |
|        | The Billancourt Bridge                                                   | 1904                 | No/unknown value |                                                                                                 | pintura de paisagem             | O identificador "Q47296506" é desconhecido pelo sistema. Utilize um identificador de entidade válido, por favor.  |
|        | Le Port de Marseille, 1904                                               | 1904                 | Museu de Arte Moderna André Malraux                                                                                   | Museu de Arte Moderna André Malraux                                                             | arte marinha                    | O identificador "Q47465893" é desconhecido pelo sistema. Utilize um identificador de entidade válido, por favor.  |
|        | Snowscene at Porte de Versailles                                         | 1904                 | Museu Nacional de Arte Ocidental                                                                                      | Museu Nacional de Arte Ocidental                                                                | pintura de paisagem             | O identificador "Q23948784" é desconhecido pelo sistema. Utilize um identificador de entidade válido, por favor.  |
|        | Perspective Notre-Dame                                                   | 1904                 | Musée des beaux-arts de Pau Centro Nacional de Artes Plásticas                                                        | Musée des beaux-arts de Pau                                                                     | pintura de paisagem             | O identificador "Q47264138" é desconhecido pelo sistema. Utilize um identificador de entidade válido, por favor.  |
|        | Self-Portrait, 1904                                                      | 1904                 | Museu de Belas Artes de Bordéus                                                                                       | Museu de Belas Artes de Bordéus                                                                 | autorretrato                    | O identificador "Q47296691" é desconhecido pelo sistema. Utilize um identificador de entidade válido, por favor.  |
|        | Portrait of André Rouveyre                                               | 1904                 | No/unknown value |                                                                                                 | retrato                         | O identificador "Q47455457" é desconhecido pelo sistema. Utilize um identificador de entidade válido, por favor.  |
|        | Portrait of André Rouveyre                                               | 1904                 | Museu Nacional de Arte Moderna                                                                                        | Centro Georges Pompidou                                                                         | retrato                         | O identificador "Q47455473" é desconhecido pelo sistema. Utilize um identificador de entidade válido, por favor.  |
|        | La porte de Saint-Cloud                                                  | 1904                 | Museu de Arte de Cleveland                                                                                            | Museu de Arte de Cleveland                                                                      | pintura de paisagem             | O identificador "Q60465960" é desconhecido pelo sistema. Utilize um identificador de entidade válido, por favor.  |
|        | Winter Sun, Paris                                                        | 1904                 | Pola Museum of Art | Pola Museum of Art                                                                              |                                 | O identificador "Q79790832" é desconhecido pelo sistema. Utilize um identificador de entidade válido, por favor.  |
|        | Les Falaises de Flamanville                                              | 1904                 | Peindre en Normandie                                                                                                  |                                                                                                 |                                 | O identificador "Q120490548" é desconhecido pelo sistema. Utilize um identificador de entidade válido, por favor. |
|        | Porte de Saint-Cloud                                                     | 1904                 | Museu de Belas Artes de Bordéus                                                                                       | Museu de Belas Artes de Bordéus                                                                 |                                 | O identificador "Q123055514" é desconhecido pelo sistema. Utilize um identificador de entidade válido, por favor. |
|        | Balcon. Avenue de Versailles                                             | 1904                 | Museu de Arte Moderna André Malraux                                                                                   | Museu de Arte Moderna André Malraux                                                             |                                 | O identificador "Q130599075" é desconhecido pelo sistema. Utilize um identificador de entidade válido, por favor. |
|        | Landscape, Mediterranean bay, view of Agay                               | 1905                 | Museu de Orsay Museu Nacional de Arte Moderna                                                                         | Centro Georges Pompidou                                                                         | pintura de paisagem             | O identificador "Q17494877" é desconhecido pelo sistema. Utilize um identificador de entidade válido, por favor.  |
|        | Matisse in Manguin's Studio                                              | 1905                 | Museu Nacional de Arte Moderna                                                                                        | Centro Georges Pompidou                                                                         | nu artístico                    | O identificador "Q47296805" é desconhecido pelo sistema. Utilize um identificador de entidade válido, por favor.  |
|        | Le Quai des Grands Augustins                                             | 1905                 | Museu Nacional de Arte Moderna                                                                                        | Centro Georges Pompidou                                                                         | paisagem de cidade              | O identificador "Q47303379" é desconhecido pelo sistema. Utilize um identificador de entidade válido, por favor.  |
|        | View of Agay, the Red Rocks                                              | 1905                 | |                                                                                                 |                                 | O identificador "Q47303610" é desconhecido pelo sistema. Utilize um identificador de entidade válido, por favor.  |
|        | Rue Norvins and Place du Tertre in Montmartre                            | década de 1900       | No/unknown value |                                                                                                 | pintura de paisagem             | O identificador "Q47303803" é desconhecido pelo sistema. Utilize um identificador de entidade válido, por favor.  |
|        | Outskirts of Paris                                                       | 1905                 | |                                                                                                 |                                 | O identificador "Q47304614" é desconhecido pelo sistema. Utilize um identificador de entidade válido, por favor.  |
|        | Le Pont-Neuf par temps gris                                              | década de 1900       | No/unknown value |                                                                                                 | pintura de paisagem             | O identificador "Q47344155" é desconhecido pelo sistema. Utilize um identificador de entidade válido, por favor.  |
|        | Notre Dame under Snow                                                    | 1905                 | Musée cantonal des beaux-arts de Lausanne                                                                             | Musée cantonal des beaux-arts de Lausanne                                                       |                                 | O identificador "Q47351578" é desconhecido pelo sistema. Utilize um identificador de entidade válido, por favor.  |
|        | Le Port de la Ponche                                                     | 1905                 | No/unknown value |                                                                                                 |                                 | O identificador "Q47460230" é desconhecido pelo sistema. Utilize um identificador de entidade válido, por favor.  |
|        | The Port of Saint-Tropez                                                 | 1905                 | Musée de l'Annonciade Museu Nacional de Arte Moderna                                                                  | Musée de l'Annonciade                                                                           | pintura de paisagem             | O identificador "Q47467040" é desconhecido pelo sistema. Utilize um identificador de entidade válido, por favor.  |
|        | Le quai des Grands Augustins                                             | 1905                 | Museum of Fine Arts of Reims                                                                                          | Museum of Fine Arts of Reims                                                                    | paisagem de cidade              | O identificador "Q115860699" é desconhecido pelo sistema. Utilize um identificador de entidade válido, por favor. |
|        | Quai des Grands-Augustins                                                | 1905                 | Museu de Orsay | Museu Granet                                                                                    | pintura de paisagem             | O identificador "Q17495440" é desconhecido pelo sistema. Utilize um identificador de entidade válido, por favor.  |
|        | Harbour at Menton                                                        | 1905                 | Museu Hermitage | Museu Hermitage                                                                                 |                                 | O identificador "Q21715504" é desconhecido pelo sistema. Utilize um identificador de entidade válido, por favor.  |
|        | Le Port de la Ponche, Saint-Tropez                                       | 1905                 | Museu de Arte Moderna André Malraux                                                                                   | Museu de Arte Moderna André Malraux                                                             |                                 | O identificador "Q105576011" é desconhecido pelo sistema. Utilize um identificador de entidade válido, por favor. |
|        | Port de Saint-Tropez                                                     | 1905                 | Musée de l'Annonciade                                                                                                 | Musée de l'Annonciade                                                                           |                                 | O identificador "Q123974697" é desconhecido pelo sistema. Utilize um identificador de entidade válido, por favor. |
|        | Le Quai des Grands-Augustins                                             | 1905                 | musée d'Art moderne de Fontevraud                                                                                     | musée d'Art moderne de Fontevraud                                                               |                                 | O identificador "Q133730186" é desconhecido pelo sistema. Utilize um identificador de entidade válido, por favor. |
|        | View of the Seine and the Monument to Henry IV                           | 1906                 | Museu Hermitage | Museu Hermitage                                                                                 | pintura de paisagem             | O identificador "Q21716324" é desconhecido pelo sistema. Utilize um identificador de entidade válido, por favor.  |
|        | Louvre Embankment, Summer                                                | 1906                 | Museu Hermitage | Museu Hermitage                                                                                 |                                 | O identificador "Q27967935" é desconhecido pelo sistema. Utilize um identificador de entidade válido, por favor.  |
|        | Fécamp Beach                                                             | 1906                 | Museu Nacional de Arte Moderna                                                                                        | Centro Georges Pompidou                                                                         | pintura de paisagem             | O identificador "Q47344441" é desconhecido pelo sistema. Utilize um identificador de entidade válido, por favor.  |
|        | Le Bassin du Roy au Havre                                                | 1906                 | Museu Nacional de Arte Moderna Museu de Belas Artes de Caen                                                           | Museu de Belas Artes de Caen                                                                    |                                 | O identificador "Q47344565" é desconhecido pelo sistema. Utilize um identificador de entidade válido, por favor.  |
|        | 14 July at Le Havre                                                      | 1906                 | Museu Nacional de Arte Moderna Musée Albert-André                                                                     | Musée Albert-André                                                                              | paisagem de cidade              | O identificador "Q47348358" é desconhecido pelo sistema. Utilize um identificador de entidade válido, por favor.  |
|        | Le jardin de Saint-Cloud                                                 | século XX            | Los Angeles County Museum of Art                                                                                      | Los Angeles County Museum of Art                                                                |                                 | O identificador "Q47461143" é desconhecido pelo sistema. Utilize um identificador de entidade válido, por favor.  |
|        | Foire au Havre                                                           | 1906                 | Museu de Belas Artes de Bordéus                                                                                       | Museu de Belas Artes de Bordéus                                                                 |                                 | O identificador "Q47467079" é desconhecido pelo sistema. Utilize um identificador de entidade válido, por favor.  |
|        | The Louvre Embankment and the Pont-Neuf in Paris                         | 1906                 | Museu Hermitage | Museu Hermitage                                                                                 |                                 | O identificador "Q47467128" é desconhecido pelo sistema. Utilize um identificador de entidade válido, por favor.  |
|        | Fête nationale au Havre                                                  | 1906                 | Villa Flora | Villa Flora                                                                                     |                                 | O identificador "Q47467146" é desconhecido pelo sistema. Utilize um identificador de entidade válido, por favor.  |
|        | Le port de Fécamp                                                        | 1906                 | Musée des Beaux-Arts de Quimper Centro Nacional de Artes Plásticas                                                    | Musée des Beaux-Arts de Quimper                                                                 |                                 | O identificador "Q47467156" é desconhecido pelo sistema. Utilize um identificador de entidade válido, por favor.  |
|        | Vue de Paris, le quai du Louvre                                          | 1906                 | | Musée Faure                                                                                     |                                 | O identificador "Q47517232" é desconhecido pelo sistema. Utilize um identificador de entidade válido, por favor.  |
|        | Sergeant of the Colonial Regiment                                        | 1906                 | Museu de Belas Artes de Bordéus                                                                                       | Museu de Belas Artes de Bordéus                                                                 | retrato                         | O identificador "Q61501314" é desconhecido pelo sistema. Utilize um identificador de entidade válido, por favor.  |
|        | Fécamp (The Beach at Sainte-Adresse)                                     | 1906                 | |                                                                                                 |                                 | O identificador "Q124414314" é desconhecido pelo sistema. Utilize um identificador de entidade válido, por favor. |
|        | Pont-Neuf au soleil                                                      | 1906                 | Museum Boymans-van Beuningen                                                                                          | Museum Boymans-van Beuningen                                                                    |                                 | O identificador "Q19928735" é desconhecido pelo sistema. Utilize um identificador de entidade válido, por favor.  |
|        | The Pont Neuf                                                            | 1906                 | Galeria Nacional de Arte                                                                                              | Galeria Nacional de Arte                                                                        | pintura de paisagem             | O identificador "Q20191049" é desconhecido pelo sistema. Utilize um identificador de entidade válido, por favor.  |
|        | Posters at Trouville                                                     | 1906                 | Galeria Nacional de Arte                                                                                              | Galeria Nacional de Arte                                                                        |                                 | O identificador "Q20191054" é desconhecido pelo sistema. Utilize um identificador de entidade válido, por favor.  |
|        | Louvre Embankment and the New Bridge                                     | 1906                 | Museu Hermitage | Museu Hermitage                                                                                 |                                 | O identificador "Q27979354" é desconhecido pelo sistema. Utilize um identificador de entidade válido, por favor.  |
|        | The Boardwalk at Sainte-Adresse                                          | 1906                 | Museu de Belas-Artes de Houston                                                                                       | Audrey Jones Beck Building                                                                      |                                 | O identificador "Q28039654" é desconhecido pelo sistema. Utilize um identificador de entidade válido, por favor.  |
|        | Le Havre                                                                 | 1906                 | Fundação E.G. Bührle Museu das Belas Artes                                                                            | Fundação E.G. Bührle Museu das Belas Artes                                                      |                                 | O identificador "Q64223643" é desconhecido pelo sistema. Utilize um identificador de entidade válido, por favor.  |
|        | Barques des pêcheurs                                                     | 1906                 | Museu de Arte Hood | Museu de Arte Hood                                                                              |                                 | O identificador "Q90319254" é desconhecido pelo sistema. Utilize um identificador de entidade válido, por favor.  |
|        | La Seine vue du quai des Grands-Augustins                                | 1906                 | Musée d'Art moderne de Troyes                                                                                         | Musée d'Art moderne de Troyes                                                                   |                                 | O identificador "Q107113756" é desconhecido pelo sistema. Utilize um identificador de entidade válido, por favor. |
|        | Pont-Neuf in Sunshine                                                    | 1906                 | Galeria de Arte de Ontário                                                                                            | Galeria de Arte de Ontário                                                                      |                                 | O identificador "Q116241589" é desconhecido pelo sistema. Utilize um identificador de entidade válido, por favor. |
|        | Quai sous la neige                                                       | 1906                 | Museu de Arte e História                                                                                              | Museu de Arte e História                                                                        |                                 | O identificador "Q124336189" é desconhecido pelo sistema. Utilize um identificador de entidade válido, por favor. |
|        | Quai des Grands Augustins                                                | 1906                 | Museu de Arte Moderna André Malraux                                                                                   | Museu de Arte Moderna André Malraux                                                             |                                 | O identificador "Q130599076" é desconhecido pelo sistema. Utilize um identificador de entidade válido, por favor. |
|        | Paysage du midi, Agay                                                    | 1906                 | Museu de Arte Moderna André Malraux                                                                                   | Museu de Arte Moderna André Malraux                                                             |                                 | O identificador "Q130599078" é desconhecido pelo sistema. Utilize um identificador de entidade válido, por favor. |
|        | Le Havre, voilier à quai                                                 | 1906                 | Museu das Belas Artes                                                                                                 | Museu das Belas Artes                                                                           |                                 | O identificador "Q131586555" é desconhecido pelo sistema. Utilize um identificador de entidade válido, por favor. |
|        | Sergeant of the Colonial Regiment                                        | década de 1900       | Metropolitan Museum of Art                                                                                            | Metropolitan Museum of Art                                                                      | retrato                         | O identificador "Q20184222" é desconhecido pelo sistema. Utilize um identificador de entidade válido, por favor.  |
|        | Paris in winter, Quay Bourbon                                            | 1907                 | Museu Pushkin | Museu Pushkin                                                                                   |                                 | O identificador "Q47214855" é desconhecido pelo sistema. Utilize um identificador de entidade válido, por favor.  |
|        | The Seine at Pont-Neuf, Fog Effect                                       | 1907                 | Museu de Belas Artes de Nancy                                                                                         | Museu de Belas Artes de Nancy                                                                   | paisagem de cidade              | O identificador "Q47467180" é desconhecido pelo sistema. Utilize um identificador de entidade válido, por favor.  |
|        | View of Saint-Jean-de-Luz                                                | 1907                 | Museu Hermitage | Museu Hermitage                                                                                 |                                 | O identificador "Q21730955" é desconhecido pelo sistema. Utilize um identificador de entidade válido, por favor.  |
|        | Le Pont Saint-Michel, 1908                                               | 1908                 | Museu de Grenoble | Museu de Grenoble                                                                               | pintura de paisagem             | O identificador "Q47467243" é desconhecido pelo sistema. Utilize um identificador de entidade válido, por favor.  |
|        | Le Pont Saint-Michel en hiver                                            | 1908                 | Museu Pushkin | Museu Pushkin                                                                                   |                                 | O identificador "Q47467277" é desconhecido pelo sistema. Utilize um identificador de entidade válido, por favor.  |
|        | Landscape of Brittany                                                    | 1908                 | Musée d’Art moderne et contemporain de Strasbourg                                                                     | Musée d’Art moderne et contemporain de Strasbourg                                               | pintura de paisagem             | O identificador "Q99539213" é desconhecido pelo sistema. Utilize um identificador de entidade válido, por favor.  |
|        | Bay of Naples                                                            | 1908 século XX       | Tate | Tate                                                                                            | arte marinha paisagem de cidade | O identificador "Q28553353" é desconhecido pelo sistema. Utilize um identificador de entidade válido, por favor.  |
|        | La Seine à Poissy                                                        | 1908                 | Museu de Arte Moderna de Paris                                                                                        | Palais de Tokyo                                                                                 |                                 | O identificador "Q104424915" é desconhecido pelo sistema. Utilize um identificador de entidade válido, por favor. |
|        | Le pont Saint-Michel                                                     | 1908                 | Museu Pushkin Museu Estatal de Arte Moderna Ocidental Shchukin Collection                                             | Museu Pushkin                                                                                   |                                 | O identificador "Q104524428" é desconhecido pelo sistema. Utilize um identificador de entidade válido, por favor. |
|        | Notre-Dame sous la neige                                                 | janeiro de 1908      | Museu Pushkin Museu Estatal de Arte Moderna Ocidental                                                                 | Museu Pushkin                                                                                   |                                 | O identificador "Q104524429" é desconhecido pelo sistema. Utilize um identificador de entidade válido, por favor. |
|        | Naples                                                                   | 1908                 | Museu de Arte e História de Neuchatel                                                                                 | Museu de Arte e História de Neuchatel                                                           |                                 | O identificador "Q114005358" é desconhecido pelo sistema. Utilize um identificador de entidade válido, por favor. |
|        | Le quai Bourbon                                                          | 1908                 | Museu de Belas Artes de Bordéus                                                                                       | Museu de Belas Artes de Bordéus                                                                 |                                 | O identificador "Q123055515" é desconhecido pelo sistema. Utilize um identificador de entidade válido, por favor. |
|        | Le Louvre, Cour du Carrousel                                             | 1909                 | Coleções de Pinturas do Estado da Baviera                                                                             | Coleções de Pinturas do Estado da Baviera                                                       |                                 | O identificador "Q29952417" é desconhecido pelo sistema. Utilize um identificador de entidade válido, por favor.  |
|        | Le Vésuve                                                                | 1909                 | Museu Pushkin | Museu Pushkin                                                                                   |                                 | O identificador "Q47260016" é desconhecido pelo sistema. Utilize um identificador de entidade válido, por favor.  |
|        | The Port of Naples                                                       | 1909                 | Musée des Beaux-Arts et d'Archéologie de Besançon Museu Nacional de Arte Moderna                                      | Musée des Beaux-Arts et d'Archéologie de Besançon                                               |                                 | O identificador "Q47467402" é desconhecido pelo sistema. Utilize um identificador de entidade válido, por favor.  |
|        | Nu en contre-jour                                                        | 1909                 | Museu de Belas Artes de Bordéus                                                                                       | Museu de Belas Artes de Bordéus                                                                 | nu artístico                    | O identificador "Q47495491" é desconhecido pelo sistema. Utilize um identificador de entidade válido, por favor.  |
|        | Hamburger Hafen                                                          | 1909                 | Musée d'Art moderne de Troyes                                                                                         | Musée d'Art moderne de Troyes                                                                   |                                 | O identificador "Q110865310" é desconhecido pelo sistema. Utilize um identificador de entidade válido, por favor. |
|        | Bay of Naples                                                            | 1909                 | Museu Hermitage | Museu Hermitage                                                                                 |                                 | O identificador "Q21727565" é desconhecido pelo sistema. Utilize um identificador de entidade válido, por favor.  |
|        | Port of Hamburg                                                          | 1909                 | Museu Hermitage | Museu Hermitage                                                                                 |                                 | O identificador "Q27970678" é desconhecido pelo sistema. Utilize um identificador de entidade válido, por favor.  |
|        | Vedette in Hamburg                                                       | 1909                 | Yale University Art Gallery                                                                                           | Yale University Art Gallery                                                                     |                                 | O identificador "Q49215967" é desconhecido pelo sistema. Utilize um identificador de entidade válido, por favor.  |
|        | The Factory on the Canal, Hamburg                                        | 1909                 | McMaster Museum of Art                                                                                                | McMaster Museum of Art                                                                          |                                 | O identificador "Q82836101" é desconhecido pelo sistema. Utilize um identificador de entidade válido, por favor.  |
|        | Le Port de Hambourg                                                      | 1909                 | Hamburger Kunsthalle                                                                                                  | Hamburger Kunsthalle                                                                            |                                 | O identificador "Q94178374" é desconhecido pelo sistema. Utilize um identificador de entidade válido, por favor.  |
|        | Le Port de Hambourg                                                      | 1909                 | Museu de Belas Artes de Bordéus                                                                                       | Museu de Belas Artes de Bordéus                                                                 |                                 | O identificador "Q123055465" é desconhecido pelo sistema. Utilize um identificador de entidade válido, por favor. |
|        | Naples. Le voilier                                                       | 1909                 | Museu de Belas Artes de Bordéus                                                                                       | Museu de Belas Artes de Bordéus                                                                 |                                 | O identificador "Q123055516" é desconhecido pelo sistema. Utilize um identificador de entidade válido, por favor. |
|        | Pont Saint Michel, Paris                                                 | 1910                 | Art Institute of Chicago                                                                                              | Art Institute of Chicago                                                                        |                                 | O identificador "Q20263979" é desconhecido pelo sistema. Utilize um identificador de entidade válido, por favor.  |
|        | Le Pont Saint-Michel (LACMA)                                             | 1910                 | Los Angeles County Museum of Art                                                                                      | Los Angeles County Museum of Art                                                                |                                 | O identificador "Q20881314" é desconhecido pelo sistema. Utilize um identificador de entidade válido, por favor.  |
|        | Flood in Paris                                                           | 1910                 | Museu Pushkin | Museu Pushkin                                                                                   |                                 | O identificador "Q47460244" é desconhecido pelo sistema. Utilize um identificador de entidade válido, por favor.  |
|        | Sun over Paris                                                           | 1910                 | Museu Pushkin | Museu Pushkin                                                                                   |                                 | O identificador "Q47461094" é desconhecido pelo sistema. Utilize um identificador de entidade válido, por favor.  |
|        | Pont-Neuf under the snow                                                 | 1910                 | |                                                                                                 |                                 | O identificador "Q124414317" é desconhecido pelo sistema. Utilize um identificador de entidade válido, por favor. |
|        | Rainy Day. Notre Dame de Paris                                           | 1910                 | Museu Hermitage | Museu Hermitage                                                                                 |                                 | O identificador "Q21715522" é desconhecido pelo sistema. Utilize um identificador de entidade válido, por favor.  |
|        | Berber Woman                                                             | década de 1910       | No/unknown value |                                                                                                 | retrato                         | O identificador "Q47455453" é desconhecido pelo sistema. Utilize um identificador de entidade válido, por favor.  |
|        | Paris, Carrousel Place                                                   | 1910                 | Pola Museum of Art | Pola Museum of Art                                                                              |                                 | O identificador "Q79790819" é desconhecido pelo sistema. Utilize um identificador de entidade válido, por favor.  |
|        | Moulin à Villennes                                                       | 1910                 | Richard Green Fine Paintings                                                                                          | Richard Green Fine Paintings                                                                    |                                 | O identificador "Q115132413" é desconhecido pelo sistema. Utilize um identificador de entidade válido, por favor. |
|        | Pont Neuf sous la neige                                                  | 1910                 | Coleção Nahmad |                                                                                                 |                                 | O identificador "Q123274694" é desconhecido pelo sistema. Utilize um identificador de entidade válido, por favor. |
|        | Place de la Trinity in Paris                                             | 1911                 | Museu Hermitage | Museu Hermitage                                                                                 |                                 | O identificador "Q21715851" é desconhecido pelo sistema. Utilize um identificador de entidade válido, por favor.  |
|        | The Two Friends                                                          | 1911                 | Musée des Beaux-Arts et d'Archéologie de Besançon Museu Nacional de Arte Moderna                                      | Musée des Beaux-Arts et d'Archéologie de Besançon                                               | nu artístico                    | O identificador "Q47384936" é desconhecido pelo sistema. Utilize um identificador de entidade válido, por favor.  |
|        | Le Pont de Conflans                                                      | 1911                 | |                                                                                                 |                                 | O identificador "Q47460267" é desconhecido pelo sistema. Utilize um identificador de entidade válido, por favor.  |
|        | Honfleur                                                                 | 1911                 | Museu Pushkin | Museu Pushkin                                                                                   |                                 | O identificador "Q47511150" é desconhecido pelo sistema. Utilize um identificador de entidade válido, por favor.  |
|        | Les deux pêcheurs à Naples                                               | 1911                 | Musée cantonal des beaux-arts de Lausanne                                                                             | Musée cantonal des beaux-arts de Lausanne                                                       |                                 | O identificador "Q67895962" é desconhecido pelo sistema. Utilize um identificador de entidade válido, por favor.  |
|        | Barge in Conflans-Sainte-Honorine                                        | 1911                 | Yamagata Museum of Art                                                                                                | Yamagata Museum of Art                                                                          |                                 | O identificador "Q95911334" é desconhecido pelo sistema. Utilize um identificador de entidade válido, por favor.  |
|        | Paysage au chaland                                                       | 1911                 | Museu de Arte Moderna de Paris                                                                                        | Palais de Tokyo                                                                                 |                                 | O identificador "Q104424911" é desconhecido pelo sistema. Utilize um identificador de entidade válido, por favor. |
|        | Le port de Honfleur                                                      | 1911                 | Kunst Museum Winterthur \| Beim Stadthaus                                                                             | Kunst Museum Winterthur \| Beim Stadthaus                                                       |                                 | O identificador "Q116025705" é desconhecido pelo sistema. Utilize um identificador de entidade válido, por favor. |
|        | Quai de Paris at Rouen. Rainy Weather                                    | 1912                 | Museu Nacional de Arte da Dinamarca                                                                                   | Museu Nacional de Arte da Dinamarca                                                             |                                 | O identificador "Q20355533" é desconhecido pelo sistema. Utilize um identificador de entidade válido, por favor.  |
|        | Rouen, quay of Paris                                                     | 1912                 | Musée des Beaux-Arts de Lyon                                                                                          | Musée des Beaux-Arts de Lyon                                                                    |                                 | O identificador "Q47255198" é desconhecido pelo sistema. Utilize um identificador de entidade válido, por favor.  |
|        | Nude with Raised Arms                                                    | década de 1910       | |                                                                                                 | nu artístico                    | O identificador "Q47385168" é desconhecido pelo sistema. Utilize um identificador de entidade válido, por favor.  |
|        | Nude on a Divan                                                          | 1914 1912            | Collections du Lille Métropole - musée d'Art moderne, d'Art contemporain et d'Art brut Museu Nacional de Arte Moderna | Lille Métropole - musée d'Art moderne, d'Art contemporain et d'Art brut Centro Georges Pompidou | nu artístico                    | O identificador "Q47451057" é desconhecido pelo sistema. Utilize um identificador de entidade válido, por favor.  |
|        | The quai de Paris in Rouen                                               | 1912                 | Museu Nacional de Arte Moderna                                                                                        | Museu Nacional de Arte Moderna                                                                  |                                 | O identificador "Q47460212" é desconhecido pelo sistema. Utilize um identificador de entidade válido, por favor.  |
|        | La Gare Montparnasse                                                     | 1912                 | |                                                                                                 |                                 | O identificador "Q47467586" é desconhecido pelo sistema. Utilize um identificador de entidade válido, por favor.  |
|        | Le Phare de Collioure                                                    | 1912                 | |                                                                                                 |                                 | O identificador "Q47467607" é desconhecido pelo sistema. Utilize um identificador de entidade válido, por favor.  |
|        | The Pont Saint-Michel and the Quai des Grands Augustins                  | 1912                 | Museu Nacional de Arte Moderna                                                                                        | Museu Nacional de Arte Moderna                                                                  |                                 | O identificador "Q47467852" é desconhecido pelo sistema. Utilize um identificador de entidade válido, por favor.  |
|        | Sitting Nude                                                             | 1912                 | Museu Nacional de Arte Ocidental Matsukata Collection                                                                 | Museu Nacional de Arte Ocidental                                                                | nu artístico                    | O identificador "Q23948782" é desconhecido pelo sistema. Utilize um identificador de entidade válido, por favor.  |
|        | The Quays at Rouen                                                       | 1912                 | Museu de Arte de Saint Louis                                                                                          | Museu de Arte de Saint Louis                                                                    |                                 | O identificador "Q78742974" é desconhecido pelo sistema. Utilize um identificador de entidade válido, por favor.  |
|        | Blick auf den Pont Saint-Michel in Paris                                 | 1912                 | Staatliche Kunsthalle                                                                                                 | Staatliche Kunsthalle                                                                           |                                 | O identificador "Q93162061" é desconhecido pelo sistema. Utilize um identificador de entidade válido, por favor.  |
|        | Notre-Dame de Paris sous la neige                                        | 1912                 | Museu de Arte Moderna de Paris                                                                                        | Palais de Tokyo                                                                                 |                                 | O identificador "Q104419107" é desconhecido pelo sistema. Utilize um identificador de entidade válido, por favor. |
|        | La Varenne Saint-Hilaire, la barque                                      | 1913                 | |                                                                                                 |                                 | O identificador "Q47156907" é desconhecido pelo sistema. Utilize um identificador de entidade válido, por favor.  |
|        | Window Overlooking the Bay of Algiers                                    | 1913                 | No/unknown value |                                                                                                 | pintura de paisagem             | O identificador "Q47254996" é desconhecido pelo sistema. Utilize um identificador de entidade válido, por favor.  |
|        | La Citadelle à Tanger                                                    | 1913                 | Museu de Grenoble | Museu de Grenoble                                                                               |                                 | O identificador "Q47261460" é desconhecido pelo sistema. Utilize um identificador de entidade válido, por favor.  |
|        | Nua de pé lendo                                                          | 1913                 | |                                                                                                 | nu artístico                    | O identificador "Q47385025" é desconhecido pelo sistema. Utilize um identificador de entidade válido, por favor.  |
|        | Nude Lying on a Flowered Drapery                                         | 1913                 | |                                                                                                 | nu artístico                    | O identificador "Q47385293" é desconhecido pelo sistema. Utilize um identificador de entidade válido, por favor.  |
|        | The Banks of the River                                                   | 1913                 | Museu Nacional de Arte Moderna                                                                                        | Centro Georges Pompidou                                                                         |                                 | O identificador "Q47460278" é desconhecido pelo sistema. Utilize um identificador de entidade válido, por favor.  |
|        | Nude against a Red Background                                            | 1913                 | Museu de Arte Moderna de Gunma                                                                                        | Museu de Arte Moderna de Gunma                                                                  | nu artístico                    | O identificador "Q134467942" é desconhecido pelo sistema. Utilize um identificador de entidade válido, por favor. |
|        | La Varenne-Saint-Hilaire                                                 | 1913                 | Kunst Museum Winterthur \| Beim Stadthaus                                                                             | Kunst Museum Winterthur \| Beim Stadthaus                                                       |                                 | O identificador "Q116025706" é desconhecido pelo sistema. Utilize um identificador de entidade válido, por favor. |
|        | Rotterdam                                                                | 1914                 | Museu Nacional de Arte Moderna                                                                                        | Centro Georges Pompidou                                                                         |                                 | O identificador "Q47467894" é desconhecido pelo sistema. Utilize um identificador de entidade válido, por favor.  |
|        | The Seine in Paris                                                       | década de 1910       | Musée de l'Annonciade Museu Nacional de Arte Moderna                                                                  | Musée de l'Annonciade                                                                           |                                 | O identificador "Q47467989" é desconhecido pelo sistema. Utilize um identificador de entidade válido, por favor.  |
|        | La Marne à la Varenne St Hilaire                                         | 1915                 | Museu de Arte Moderna de Paris                                                                                        | Palais de Tokyo                                                                                 |                                 | O identificador "Q104424912" é desconhecido pelo sistema. Utilize um identificador de entidade válido, por favor. |
|        | L'Atelier à Marseille                                                    | 1916                 | Museu de Belas Artes de Bordéus                                                                                       | Museu de Belas Artes de Bordéus                                                                 | natureza-morta                  | O identificador "Q47511882" é desconhecido pelo sistema. Utilize um identificador de entidade válido, por favor.  |
|        | Le port de Marseille                                                     | 1916                 | Museu de Belas Artes de Bordéus                                                                                       | Museu de Belas Artes de Bordéus                                                                 | arte marinha                    | O identificador "Q131444185" é desconhecido pelo sistema. Utilize um identificador de entidade válido, por favor. |
|        | Les bateaux patrouilleurs                                                | 1916                 | Museu de Grenoble | Museu de Grenoble                                                                               |                                 | O identificador "Q134007604" é desconhecido pelo sistema. Utilize um identificador de entidade válido, por favor. |
|        | The Port of Marseille, 1916                                              | 1916                 | Galeria de arte de Leeds                                                                                              | Galeria de arte de Leeds                                                                        | arte marinha paisagem de cidade | O identificador "Q47035926" é desconhecido pelo sistema. Utilize um identificador de entidade válido, por favor.  |
|        | Der alte Hafen von Marseille                                             | 1916                 | Collection Rau for UNICEF                                                                                             | Arp Museum Bahnhof Rolandseck                                                                   |                                 | O identificador "Q78833106" é desconhecido pelo sistema. Utilize um identificador de entidade válido, por favor.  |
|        | Marseille in Winter                                                      | 1916                 | Galeria Nacional de Praga                                                                                             | Galeria Nacional de Praga                                                                       |                                 | O identificador "Q117214614" é desconhecido pelo sistema. Utilize um identificador de entidade válido, por favor. |
|        | Cheval à Marseille                                                       | 1916                 | Museu de Belas Artes de Bordéus                                                                                       | Museu de Belas Artes de Bordéus                                                                 |                                 | O identificador "Q123055522" é desconhecido pelo sistema. Utilize um identificador de entidade válido, por favor. |
|        | Le port de Marseille                                                     | 1916                 | Ohara Museum of Art                                                                                                   | Ohara Museum of Art                                                                             |                                 | O identificador "Q124704974" é desconhecido pelo sistema. Utilize um identificador de entidade válido, por favor. |
|        | Le Port de Marseille                                                     | 1916                 | Musée Cantini | Musée Cantini                                                                                   |                                 | O identificador "Q130300685" é desconhecido pelo sistema. Utilize um identificador de entidade válido, por favor. |
|        | The Old Port of Marseille                                                | 1917                 | Musée des Beaux-Arts et d'Archéologie de Besançon Museu Nacional de Arte Moderna                                      | Musée des Beaux-Arts et d'Archéologie de Besançon                                               |                                 | O identificador "Q47468015" é desconhecido pelo sistema. Utilize um identificador de entidade válido, por favor.  |
|        | Samois, l’île                                                            | 1917                 | Musée cantonal des beaux-arts de Lausanne                                                                             | Musée cantonal des beaux-arts de Lausanne                                                       |                                 | O identificador "Q67895966" é desconhecido pelo sistema. Utilize um identificador de entidade válido, por favor.  |
|        | Samois                                                                   | 1917                 | Museu de Belas Artes de Bordéus                                                                                       | Museu de Belas Artes de Bordéus                                                                 |                                 | O identificador "Q123055451" é desconhecido pelo sistema. Utilize um identificador de entidade válido, por favor. |
|        | The Port of Marseille, 1918                                              | 1918                 | Musée de l'Annonciade Museu Nacional de Arte Moderna                                                                  | Musée de l'Annonciade                                                                           |                                 | O identificador "Q47468674" é desconhecido pelo sistema. Utilize um identificador de entidade válido, por favor.  |
|        | The Transporter Bridge in Marseille                                      | 1918                 | |                                                                                                 |                                 | O identificador "Q48231459" é desconhecido pelo sistema. Utilize um identificador de entidade válido, por favor.  |
|        | Port de Marseille sous la pluie                                          | 1918                 | Musée départemental d'Art ancien et contemporain                                                                      | Musée départemental d'Art ancien et contemporain                                                |                                 | O identificador "Q111802709" é desconhecido pelo sistema. Utilize um identificador de entidade válido, por favor. |
|        | The Terrace, L'Estaque                                                   | 1918                 | Museu Nacional de Arte da Dinamarca                                                                                   | Museu Nacional de Arte da Dinamarca                                                             |                                 | O identificador "Q20355555" é desconhecido pelo sistema. Utilize um identificador de entidade válido, por favor.  |
|        | Brouillard sur le Lac Léman                                              | 1 de janeiro de 1918 | Groninger Museum | Groninger Museum                                                                                |                                 | O identificador "Q26940419" é desconhecido pelo sistema. Utilize um identificador de entidade válido, por favor.  |
|        | Landscape with a Bridge                                                  | década de 1910       | Museu Hermitage | Museu Hermitage                                                                                 | pintura de paisagem             | O identificador "Q27970758" é desconhecido pelo sistema. Utilize um identificador de entidade válido, por favor.  |
|        | L'Estaque à Marseille                                                    | 1918                 | Museu de Belas Artes de Nantes                                                                                        | Museu de Belas Artes de Nantes                                                                  |                                 | O identificador "Q122680812" é desconhecido pelo sistema. Utilize um identificador de entidade válido, por favor. |
|        | The blonde woman                                                         | 1919                 | Museu Nacional de Arte Moderna                                                                                        | Museu Nacional de Arte Moderna                                                                  |                                 | O identificador "Q47156637" é desconhecido pelo sistema. Utilize um identificador de entidade válido, por favor.  |
|        | Swan Island                                                              | 1919                 | Museu Nacional de Arte Moderna                                                                                        | Centro Georges Pompidou musée d'art et d'histoire de Meudon                                     |                                 | O identificador "Q47472096" é desconhecido pelo sistema. Utilize um identificador de entidade válido, por favor.  |
|        | La Frette vue d'Herblay                                                  | 1919                 | Musée Albert-André | Musée Albert-André                                                                              | pintura de paisagem             | O identificador "Q47488020" é desconhecido pelo sistema. Utilize um identificador de entidade válido, por favor.  |
|        | Bords de Seine                                                           | 1919                 | University of Arizona Museum of Art                                                                                   | University of Arizona Museum of Art                                                             |                                 | O identificador "Q107012495" é desconhecido pelo sistema. Utilize um identificador de entidade válido, por favor. |
|        | Automne à Herblay                                                        | 1919                 | Kunst Museum Winterthur \| Beim Stadthaus                                                                             | Kunst Museum Winterthur \| Beim Stadthaus                                                       |                                 | O identificador "Q116025704" é desconhecido pelo sistema. Utilize um identificador de entidade válido, por favor. |
|        | La Seine à Herblay                                                       | 1919                 | Museu de Belas Artes de Bordéus                                                                                       | Museu de Belas Artes de Bordéus                                                                 | pintura de paisagem             | O identificador "Q123055518" é desconhecido pelo sistema. Utilize um identificador de entidade válido, por favor. |
|        | The Pont Neuf in the snow                                                | década de 1920       | Galeria de Arte da Nova Gales do Sul                                                                                  | Galeria de Arte da Nova Gales do Sul                                                            |                                 | O identificador "Q20446447" é desconhecido pelo sistema. Utilize um identificador de entidade válido, por favor.  |
|        | Le Port de Bougie                                                        | década de 1920       | Museu Nacional de Belas Artes                                                                                         | Museu Nacional de Belas Artes                                                                   |                                 | O identificador "Q27951612" é desconhecido pelo sistema. Utilize um identificador de entidade válido, por favor.  |
|        | Marine, 1920                                                             | 1920                 | Musée des Beaux-Arts de Lyon                                                                                          | Musée des Beaux-Arts de Lyon                                                                    |                                 | O identificador "Q47260141" é desconhecido pelo sistema. Utilize um identificador de entidade válido, por favor.  |
|        | The Port of La Rochelle, Low Tide                                        | 1920                 | |                                                                                                 |                                 | O identificador "Q48245895" é desconhecido pelo sistema. Utilize um identificador de entidade válido, por favor.  |
|        | Port of La Rochelle                                                      | 1920                 | Museu de Belas Artes de Gante                                                                                         | Museu de Belas Artes de Gante                                                                   | arte marinha paisagem de cidade | O identificador "Q21677234" é desconhecido pelo sistema. Utilize um identificador de entidade válido, por favor.  |
|        | La Rochelle                                                              | 1920                 | Yale University Art Gallery                                                                                           | Yale University Art Gallery                                                                     |                                 | O identificador "Q49216003" é desconhecido pelo sistema. Utilize um identificador de entidade válido, por favor.  |
|        | Vue de la Casbah                                                         | 1920                 | |                                                                                                 |                                 | O identificador "Q118671548" é desconhecido pelo sistema. Utilize um identificador de entidade válido, por favor. |
|        | La Rochelle                                                              | 1920                 | Museu de Belas Artes de Bordéus                                                                                       | Museu de Belas Artes de Bordéus                                                                 | arte marinha                    | O identificador "Q123055452" é desconhecido pelo sistema. Utilize um identificador de entidade válido, por favor. |
|        | Sète, le Canal de Beaucaire                                              | 1920                 | Musée de l'Annonciade Museu Nacional de Arte Moderna                                                                  | Musée de l'Annonciade                                                                           |                                 | O identificador "Q123985553" é desconhecido pelo sistema. Utilize um identificador de entidade válido, por favor. |
|        | Alger, pommier en fleurs et cyprès                                       | 1920                 | Museu de Arte e História                                                                                              | Museu de Arte e História                                                                        |                                 | O identificador "Q124336187" é desconhecido pelo sistema. Utilize um identificador de entidade válido, por favor. |
|        | Ghardaïa, les arcades                                                    | 1920                 | |                                                                                                 |                                 | O identificador "Q134570184" é desconhecido pelo sistema. Utilize um identificador de entidade válido, por favor. |
|        | La Baie d'Alger                                                          | 1921                 | Museu de Arte Moderna André Malraux                                                                                   | Museu de Arte Moderna André Malraux                                                             |                                 | O identificador "Q118671240" é desconhecido pelo sistema. Utilize um identificador de entidade válido, por favor. |
|        | Les Sables d’Olonne                                                      | 1921                 | Museu Nacional de Arte Ocidental Matsukata Collection                                                                 | Museu Nacional de Arte Ocidental                                                                |                                 | O identificador "Q23948783" é desconhecido pelo sistema. Utilize um identificador de entidade válido, por favor.  |
|        | Les Sables-d'Olonne                                                      | 1921                 | Museu Ashmolean | Museu Ashmolean                                                                                 | arte marinha paisagem de cidade | O identificador "Q47035911" é desconhecido pelo sistema. Utilize um identificador de entidade válido, por favor.  |
|        | Women of Laghouat                                                        | 1921                 | Museu Nacional de Arte Moderna                                                                                        | Museu Nacional de Arte Moderna                                                                  | retrato                         | O identificador "Q47455475" é desconhecido pelo sistema. Utilize um identificador de entidade válido, por favor.  |
|        | The Consular Palace at Algiers                                           | 1921                 | Pola Museum of Art | Pola Museum of Art                                                                              |                                 | O identificador "Q79790822" é desconhecido pelo sistema. Utilize um identificador de entidade válido, por favor.  |
|        | Le port à la Chaume                                                      | 1921                 | Museu de Belas Artes de Bordéus                                                                                       | Museu de Belas Artes de Bordéus                                                                 |                                 | O identificador "Q123055519" é desconhecido pelo sistema. Utilize um identificador de entidade válido, por favor. |
|        | The Grenelle Bridge                                                      | 1922                 | Musée des Beaux-Arts et d'Archéologie de Besançon Museu Nacional de Arte Moderna                                      | Musée des Beaux-Arts et d'Archéologie de Besançon                                               |                                 | O identificador "Q47214760" é desconhecido pelo sistema. Utilize um identificador de entidade válido, por favor.  |
|        | Notre-Dame de Paris                                                      | 1922                 | |                                                                                                 |                                 | O identificador "Q48236717" é desconhecido pelo sistema. Utilize um identificador de entidade válido, por favor.  |
|        | Woman Nude                                                               | século XX            | Museu Nacional de Arte                                                                                                | Museu Nacional de Arte                                                                          | nu artístico                    | O identificador "Q55432250" é desconhecido pelo sistema. Utilize um identificador de entidade válido, por favor.  |
|        | The Port of Algiers                                                      | 1922                 | Glasgow Museums Resource Centre                                                                                       | Glasgow Museums Resource Centre                                                                 | arte marinha paisagem de cidade | O identificador "Q47035906" é desconhecido pelo sistema. Utilize um identificador de entidade válido, por favor.  |
|        | The Port of Algiers                                                      | 1922                 | Museu e Galeria de Arte de Kelvingrove                                                                                | Museu e Galeria de Arte de Kelvingrove                                                          |                                 | O identificador "Q87842312" é desconhecido pelo sistema. Utilize um identificador de entidade válido, por favor.  |
|        | Le port d'Alger                                                          | 1922                 | Museu de Arte Moderna de Estocolmo                                                                                    | Museu de Arte Moderna de Estocolmo                                                              |                                 | O identificador "Q131750587" é desconhecido pelo sistema. Utilize um identificador de entidade válido, por favor. |
|        | Intérieur à Sidi-bou-Saïd                                                | 1923                 | Museu de Arte Moderna André Malraux                                                                                   | Museu de Arte Moderna André Malraux                                                             |                                 | O identificador "Q75661218" é desconhecido pelo sistema. Utilize um identificador de entidade válido, por favor.  |
|        | La Seine à Paris                                                         | década de 1920       | Galeria de Arte Moderna de Milão                                                                                      | Galeria de Arte Moderna de Milão                                                                |                                 | O identificador "Q76896277" é desconhecido pelo sistema. Utilize um identificador de entidade válido, por favor.  |
|        | Minaret à Sidi Bou Saïd                                                  | 1923                 | |                                                                                                 |                                 | O identificador "Q134570187" é desconhecido pelo sistema. Utilize um identificador de entidade válido, por favor. |
|        | Sailboats in Sète                                                        | 1924                 | Musée Paul Valéry | Musée Paul Valéry                                                                               |                                 | O identificador "Q47507793" é desconhecido pelo sistema. Utilize um identificador de entidade válido, por favor.  |
|        | Cyprès et arbres en fleurs                                               | 1924                 | |                                                                                                 |                                 | O identificador "Q111601949" é desconhecido pelo sistema. Utilize um identificador de entidade válido, por favor. |
|        | The Port of Sète                                                         | 1924                 | Birmingham Museums Trust                                                                                              |                                                                                                 | arte marinha paisagem de cidade | O identificador "Q47035914" é desconhecido pelo sistema. Utilize um identificador de entidade válido, por favor.  |
|        | Une baie sur la Méditerranée                                             | 1924                 | Collection Rau for UNICEF                                                                                             | Arp Museum Bahnhof Rolandseck                                                                   |                                 | O identificador "Q78833009" é desconhecido pelo sistema. Utilize um identificador de entidade válido, por favor.  |
|        | The Red Roofs                                                            | 1924                 | Dallas Museum of Art                                                                                                  | Dallas Museum of Art                                                                            |                                 | O identificador "Q79140103" é desconhecido pelo sistema. Utilize um identificador de entidade válido, por favor.  |
|        | Port in Algeria                                                          | 1924                 | Pola Museum of Art | Pola Museum of Art                                                                              |                                 | O identificador "Q79790824" é desconhecido pelo sistema. Utilize um identificador de entidade válido, por favor.  |
|        | Le Port d'Alger                                                          | 1924                 | Museu de Arte Moderna de Paris                                                                                        | Palais de Tokyo                                                                                 |                                 | O identificador "Q104424913" é desconhecido pelo sistema. Utilize um identificador de entidade válido, por favor. |
|        | Le Port de Bordeaux                                                      | 1924                 | Museu de Belas Artes de Bordéus                                                                                       | Museu de Belas Artes de Bordéus                                                                 |                                 | O identificador "Q123055462" é desconhecido pelo sistema. Utilize um identificador de entidade válido, por favor. |
|        | Le Pont de Poissy                                                        | 1925                 | No/unknown value |                                                                                                 |                                 | O identificador "Q47366216" é desconhecido pelo sistema. Utilize um identificador de entidade válido, por favor.  |
|        | Die Brücke von Poissy                                                    | 1925                 | |                                                                                                 |                                 | O identificador "Q110865571" é desconhecido pelo sistema. Utilize um identificador de entidade válido, por favor. |
|        | The port of Rouen                                                        | 1925                 | Musée Toulouse-Lautrec Centro Nacional de Artes Plásticas                                                             | Musée Toulouse-Lautrec                                                                          |                                 | O identificador "Q118217919" é desconhecido pelo sistema. Utilize um identificador de entidade válido, por favor. |
|        | The Port de Bougie, Algiers, in Sunlight                                 | 1925                 | Metropolitan Museum of Art                                                                                            | Metropolitan Museum of Art                                                                      |                                 | O identificador "Q20186219" é desconhecido pelo sistema. Utilize um identificador de entidade válido, por favor.  |
|        | Grimstad, Norvège                                                        | 1925                 | Musée cantonal des beaux-arts de Lausanne                                                                             | Musée cantonal des beaux-arts de Lausanne                                                       |                                 | O identificador "Q67895967" é desconhecido pelo sistema. Utilize um identificador de entidade válido, por favor.  |
|        | Alger. Le cercle nautique                                                | 1925                 | Galleria Internazionale d'Arte Moderna                                                                                | Ca' Pesaro                                                                                      |                                 | O identificador "Q114246368" é desconhecido pelo sistema. Utilize um identificador de entidade válido, por favor. |
|        | L'entrée du canal à Hesnes                                               | 1925                 | Baltimore Museum of Art                                                                                               | Baltimore Museum of Art                                                                         |                                 | O identificador "Q123537403" é desconhecido pelo sistema. Utilize um identificador de entidade válido, por favor. |
|        | Paysage de Norvège près de Grimstad                                      | 1925                 | Baltimore Museum of Art                                                                                               | Baltimore Museum of Art                                                                         |                                 | O identificador "Q123537405" é desconhecido pelo sistema. Utilize um identificador de entidade válido, por favor. |
|        | Boarding                                                                 | 1926                 | |                                                                                                 |                                 | O identificador "Q48297366" é desconhecido pelo sistema. Utilize um identificador de entidade válido, por favor.  |
|        | Fishing Boats                                                            | 1926                 | |                                                                                                 |                                 | O identificador "Q48298376" é desconhecido pelo sistema. Utilize um identificador de entidade válido, por favor.  |
|        | Le Lac de Tunis (La Goulette)                                            | 1926                 | Collection Rau for UNICEF                                                                                             | Arp Museum Bahnhof Rolandseck                                                                   |                                 | O identificador "Q78833013" é desconhecido pelo sistema. Utilize um identificador de entidade válido, por favor.  |
|        | Le Canot à Hendaye                                                       | 1926                 | Museu de arte Menard                                                                                                  | Museu de arte Menard                                                                            |                                 | O identificador "Q96216699" é desconhecido pelo sistema. Utilize um identificador de entidade válido, por favor.  |
|        | Bougie. Les hangars                                                      | 1926                 | Galleria Internazionale d'Arte Moderna                                                                                | Ca' Pesaro                                                                                      |                                 | O identificador "Q114246369" é desconhecido pelo sistema. Utilize um identificador de entidade válido, por favor. |
|        | Régates à La Mailleraye                                                  | 1926                 | Museu de Belas Artes de Bordéus                                                                                       | Museu de Belas Artes de Bordéus                                                                 |                                 | O identificador "Q123055453" é desconhecido pelo sistema. Utilize um identificador de entidade válido, por favor. |
|        | Tempête à la Goulette                                                    | 1926                 | Museu de Belas Artes de Bordéus                                                                                       | Museu de Belas Artes de Bordéus                                                                 |                                 | O identificador "Q123055523" é desconhecido pelo sistema. Utilize um identificador de entidade válido, por favor. |
|        | La Fenêtre à La Goulette                                                 | 1926                 | Museu de Belas Artes de Bordéus                                                                                       | Museu de Belas Artes de Bordéus                                                                 |                                 | O identificador "Q123055524" é desconhecido pelo sistema. Utilize um identificador de entidade válido, por favor. |
|        | La baie de Chingoudy                                                     | 1926                 | Baltimore Museum of Art                                                                                               | Baltimore Museum of Art                                                                         |                                 | O identificador "Q123537404" é desconhecido pelo sistema. Utilize um identificador de entidade válido, por favor. |
|        | Barques à Ciboure                                                        | 1927                 | Musée des beaux-arts de Pau                                                                                           | Musée des beaux-arts de Pau                                                                     |                                 | O identificador "Q66107724" é desconhecido pelo sistema. Utilize um identificador de entidade válido, por favor.  |
|        | La Place du Gouvernement à Alger                                         | 1927                 | Musée de la Cour d'Or                                                                                                 | Musée de la Cour d'Or                                                                           |                                 | O identificador "Q96941809" é desconhecido pelo sistema. Utilize um identificador de entidade válido, por favor.  |
|        | St. Jean de Luz, the Fisherman                                           | 1927                 | Norton Simon Museum                                                                                                   | Norton Simon Museum                                                                             |                                 | O identificador "Q124365344" é desconhecido pelo sistema. Utilize um identificador de entidade válido, por favor. |
|        | Terrasse à Vieuxport                                                     | 1927                 | |                                                                                                 |                                 | O identificador "Q126285403" é desconhecido pelo sistema. Utilize um identificador de entidade válido, por favor. |
|        | Red Roofs in Audierne                                                    | 1928                 | Nakanoshima Museum of Art, Osaka                                                                                      | Nakanoshima Museum of Art, Osaka                                                                |                                 | O identificador "Q134467932" é desconhecido pelo sistema. Utilize um identificador de entidade válido, por favor. |
|        | Poissy. Le bateau vert                                                   | 1928                 | Flint Institute of Arts                                                                                               | Flint Institute of Arts                                                                         |                                 | O identificador "Q97049967" é desconhecido pelo sistema. Utilize um identificador de entidade válido, por favor.  |
|        | Vue de Notre-Dame sous la neige                                          | 1928                 | Museu Carnavalet | Museu Carnavalet                                                                                | paisagem de cidade              | O identificador "Q104373213" é desconhecido pelo sistema. Utilize um identificador de entidade válido, por favor. |
|        | La femme en bleu                                                         | 1928                 | Museu de Arte Moderna de Paris                                                                                        | Palais de Tokyo                                                                                 |                                 | O identificador "Q104424914" é desconhecido pelo sistema. Utilize um identificador de entidade válido, por favor. |
|        | Red Sails, Audierne                                                      | 1928                 | Museu de Arte de Shimane                                                                                              | Museu de Arte de Shimane                                                                        |                                 | O identificador "Q124173351" é desconhecido pelo sistema. Utilize um identificador de entidade válido, por favor. |
|        | Laghouat mosque                                                          | 1929                 | Musée Toulouse-Lautrec Centro Nacional de Artes Plásticas                                                             | Musée Toulouse-Lautrec                                                                          |                                 | O identificador "Q118192994" é desconhecido pelo sistema. Utilize um identificador de entidade válido, por favor. |
|        | Poissy, the White Fence                                                  | 1929                 | Norton Simon Museum                                                                                                   | Norton Simon Museum                                                                             |                                 | O identificador "Q124365343" é desconhecido pelo sistema. Utilize um identificador de entidade válido, por favor. |
|        | La Passerelle du Havre                                                   | 1930                 | Musée d’Art moderne et contemporain de Strasbourg                                                                     | Musée d’Art moderne et contemporain de Strasbourg                                               | paisagem de cidade              | O identificador "Q99887611" é desconhecido pelo sistema. Utilize um identificador de entidade válido, por favor.  |
|        | View of the Port at Boulogne-sur-Mer                                     | 1930                 | Pola Museum of Art | Pola Museum of Art                                                                              |                                 | O identificador "Q79790827" é desconhecido pelo sistema. Utilize um identificador de entidade válido, por favor.  |
|        | La Seine et Notre-Dame                                                   | 1930                 | Musée des beaux-arts de La Chaux-de-Fonds                                                                             | Musée des beaux-arts de La Chaux-de-Fonds                                                       |                                 | O identificador "Q94657423" é desconhecido pelo sistema. Utilize um identificador de entidade válido, por favor.  |
|        | Port de Boulogne                                                         | 1930                 | Musée de l'Annonciade Museu Nacional de Arte Moderna                                                                  | Musée de l'Annonciade                                                                           |                                 | O identificador "Q123985552" é desconhecido pelo sistema. Utilize um identificador de entidade válido, por favor. |
|        | Boulogne-sur-Mer                                                         | 1930                 | Museu de Arte e História                                                                                              | Museu de Arte e História                                                                        |                                 | O identificador "Q124336185" é desconhecido pelo sistema. Utilize um identificador de entidade válido, por favor. |
|        | The Seine at Triel                                                       | 1931                 | Art Institute of Chicago                                                                                              | Art Institute of Chicago                                                                        |                                 | O identificador "Q20266427" é desconhecido pelo sistema. Utilize um identificador de entidade válido, por favor.  |
|        | Le pont de Triel                                                         | 1931                 | |                                                                                                 |                                 | O identificador "Q48123865" é desconhecido pelo sistema. Utilize um identificador de entidade válido, por favor.  |
|        | Voile sur la Seine                                                       | 1931                 | |                                                                                                 |                                 | O identificador "Q116443204" é desconhecido pelo sistema. Utilize um identificador de entidade válido, por favor. |
|        | Houses being demolished Quai de Conti, Paris                             | 1931                 | |                                                                                                 |                                 | O identificador "Q124414217" é desconhecido pelo sistema. Utilize um identificador de entidade válido, por favor. |
|        | Portrait of Marcelle Marquet                                             | 1931                 | Museu de Belas Artes de Bordéus                                                                                       | Museu de Belas Artes de Bordéus                                                                 | retrato                         | O identificador "Q47455504" é desconhecido pelo sistema. Utilize um identificador de entidade válido, por favor.  |
|        | Road of Telemly                                                          | 1931                 | Pola Museum of Art | Pola Museum of Art                                                                              |                                 | O identificador "Q79790814" é desconhecido pelo sistema. Utilize um identificador de entidade válido, por favor.  |
|        | Die Waschfrauen, Triel-sur-Seine                                         | 1931                 | Museu Wallraf–Richartz Fondation Corboud                                                                              | Museu Wallraf–Richartz                                                                          |                                 | O identificador "Q116143478" é desconhecido pelo sistema. Utilize um identificador de entidade válido, por favor. |
|        | Port of Algiers - After the storm                                        | década de 1930       | National Gallery of Victoria                                                                                          | National Gallery of Victoria                                                                    |                                 | O identificador "Q20422125" é desconhecido pelo sistema. Utilize um identificador de entidade válido, por favor.  |
|        | La baie d'Alger                                                          | 1932                 | |                                                                                                 |                                 | O identificador "Q47476462" é desconhecido pelo sistema. Utilize um identificador de entidade válido, por favor.  |
|        | L'Abside de Notre-Dame                                                   | 1932                 | Museu de Belas Artes de Bordéus                                                                                       | Museu de Belas Artes de Bordéus                                                                 |                                 | O identificador "Q123055464" é desconhecido pelo sistema. Utilize um identificador de entidade válido, por favor. |
|        | Pin à Alger                                                              | 1932                 | Museu de Belas Artes de Bordéus                                                                                       | Museu de Belas Artes de Bordéus                                                                 |                                 | O identificador "Q123055520" é desconhecido pelo sistema. Utilize um identificador de entidade válido, por favor. |
|        | St. Raphael, the Terrace                                                 | 1932                 | Norton Simon Museum                                                                                                   | Norton Simon Museum                                                                             |                                 | O identificador "Q124365342" é desconhecido pelo sistema. Utilize um identificador de entidade válido, por favor. |
|        | Les Sables d’Olonne, beach                                               | 1933                 | Museu Nacional de Arte Moderna Musée Sainte-Croix                                                                     | Musée Sainte-Croix                                                                              |                                 | O identificador "Q48244347" é desconhecido pelo sistema. Utilize um identificador de entidade válido, por favor.  |
|        | Istanbul                                                                 | 1933                 | Villa Flora Hahnloser Collection in Villa Flora                                                                       | Villa Flora                                                                                     |                                 | O identificador "Q92640617" é desconhecido pelo sistema. Utilize um identificador de entidade válido, por favor.  |
|        | La Plage des Sables-d'Olonne depuis la promenade                         | 1933                 | Museu Sainte-Croix Museu Nacional de Arte Moderna                                                                     | Museu Sainte-Croix                                                                              |                                 | O identificador "Q97365091" é desconhecido pelo sistema. Utilize um identificador de entidade válido, por favor.  |
|        | Fête aux Sables d'Olonne                                                 | 1933                 | Museu de Belas Artes de Bordéus                                                                                       | Museu de Belas Artes de Bordéus                                                                 |                                 | O identificador "Q123055454" é desconhecido pelo sistema. Utilize um identificador de entidade válido, por favor. |
|        | Le quai du Havre                                                         | 1934                 | Musée des beaux-arts de Liège Musée d'Art moderne et d'Art contemporain                                               | La Boverie                                                                                      |                                 | O identificador "Q107493269" é desconhecido pelo sistema. Utilize um identificador de entidade válido, por favor. |
|        | Quai des Grands-Augustins                                                | 1934                 | Centro Nacional de Artes Plásticas Museu Fabre                                                                        | Museu Fabre                                                                                     |                                 | O identificador "Q124000087" é desconhecido pelo sistema. Utilize um identificador de entidade válido, por favor. |
|        | Le Pilat                                                                 | 1935                 | Museu de Belas Artes de Bordéus                                                                                       | Museu de Belas Artes de Bordéus                                                                 |                                 | O identificador "Q47156575" é desconhecido pelo sistema. Utilize um identificador de entidade válido, por favor.  |
|        | Le Port de Rabat                                                         | 1935                 | Musée des beaux-arts de Mulhouse                                                                                      | Musée des beaux-arts de Mulhouse                                                                | paisagem de cidade              | O identificador "Q101053427" é desconhecido pelo sistema. Utilize um identificador de entidade válido, por favor. |
|        | The Pont Neuf, Paris                                                     | 1935                 | Metropolitan Museum of Art                                                                                            | Metropolitan Museum of Art                                                                      |                                 | O identificador "Q19923096" é desconhecido pelo sistema. Utilize um identificador de entidade válido, por favor.  |
|        | Rabat, a ponta das Oudaïa                                                | 1935                 | Museu de Arte de São Paulo                                                                                            | Museu de Arte de São Paulo                                                                      |                                 | O identificador "Q49863258" é desconhecido pelo sistema. Utilize um identificador de entidade válido, por favor.  |
|        | Ebb Tide at Pyla                                                         | 1935                 | Museu de Belas Artes da Virgínia                                                                                      | Museu de Belas Artes da Virgínia                                                                |                                 | O identificador "Q85225047" é desconhecido pelo sistema. Utilize um identificador de entidade válido, por favor.  |
|        | Bon Regret, Rabat                                                        | 1935                 | Museum Ludwig Museu Wallraf–Richartz                                                                                  | Museum Ludwig                                                                                   |                                 | O identificador "Q114405762" é desconhecido pelo sistema. Utilize um identificador de entidade válido, por favor. |
|        | Pins au Pyla                                                             | 1935                 | Richard Green Fine Paintings                                                                                          | Richard Green Fine Paintings                                                                    |                                 | O identificador "Q115132414" é desconhecido pelo sistema. Utilize um identificador de entidade válido, por favor. |
|        | Jardin au Pyla                                                           | 1935                 | Museu de Belas Artes de Bordéus                                                                                       | Museu de Belas Artes de Bordéus                                                                 | arte marinha                    | O identificador "Q123055455" é desconhecido pelo sistema. Utilize um identificador de entidade válido, por favor. |
|        | Port d'Alger                                                             | 1935                 | Musée de l'Annonciade Museu Nacional de Arte Moderna                                                                  | Musée de l'Annonciade                                                                           |                                 | O identificador "Q123985554" é desconhecido pelo sistema. Utilize um identificador de entidade válido, por favor. |
|        | Ship in Venice                                                           | 1935                 | Museu de Arte e História                                                                                              | Museu de Arte e História                                                                        |                                 | O identificador "Q124336186" é desconhecido pelo sistema. Utilize um identificador de entidade válido, por favor. |
|        | Marine, plage des Sables d'Olonne                                        | 1935                 | Fonds d'art contemporain - Paris Collections                                                                          |                                                                                                 |                                 | O identificador "Q129518855" é desconhecido pelo sistema. Utilize um identificador de entidade válido, por favor. |
|        | Venice, the Liner                                                        | 1936                 | |                                                                                                 | arte marinha                    | O identificador "Q65561671" é desconhecido pelo sistema. Utilize um identificador de entidade válido, por favor.  |
|        | Lausanne et le lac                                                       | 1936                 | Musée cantonal des beaux-arts de Lausanne                                                                             | Musée cantonal des beaux-arts de Lausanne                                                       |                                 | O identificador "Q67895963" é desconhecido pelo sistema. Utilize um identificador de entidade válido, por favor.  |
|        | Le Louvre                                                                | 1936                 | Museu de Belas Artes da Virgínia                                                                                      | Museu de Belas Artes da Virgínia                                                                |                                 | O identificador "Q85225049" é desconhecido pelo sistema. Utilize um identificador de entidade válido, por favor.  |
|        | The Pont Neuf and the Samaritaine at night                               | 1937                 | Museu de Belas Artes de Bordéus Centro Georges Pompidou                                                               | Museu de Belas Artes de Bordéus                                                                 | paisagem de cidade              | O identificador "Q47157012" é desconhecido pelo sistema. Utilize um identificador de entidade válido, por favor.  |
|        | Le lac Léman vu de Montreux                                              | 1937                 | |                                                                                                 |                                 | O identificador "Q48242956" é desconhecido pelo sistema. Utilize um identificador de entidade válido, por favor.  |
|        | Tugboat on the Seine at Mericourt                                        | 1937                 | |                                                                                                 |                                 | O identificador "Q48296512" é desconhecido pelo sistema. Utilize um identificador de entidade válido, por favor.  |
|        | Matin à Méricourt                                                        | 1937                 | Museu de Belas Artes de Bordéus                                                                                       | Museu de Belas Artes de Bordéus                                                                 |                                 | O identificador "Q123055525" é desconhecido pelo sistema. Utilize um identificador de entidade válido, por favor. |
|        | Quai des Grands Augustins, Twilight                                      | 1938                 | |                                                                                                 |                                 | O identificador "Q48240244" é desconhecido pelo sistema. Utilize um identificador de entidade válido, por favor.  |
|        | Blue Boat at Porquerolles                                                | 1938                 | Dixon Gallery and Gardens                                                                                             | Dixon Gallery and Gardens                                                                       |                                 | O identificador "Q74454145" é desconhecido pelo sistema. Utilize um identificador de entidade válido, por favor.  |
|        | Porquerolles                                                             | 1938                 | Galeria Nacional da Irlanda                                                                                           | Galeria Nacional da Irlanda                                                                     |                                 | O identificador "Q77932327" é desconhecido pelo sistema. Utilize um identificador de entidade válido, por favor.  |
|        | Baigneurs à Carqueiranne                                                 | 1938                 | Richard Green Fine Paintings                                                                                          | Richard Green Fine Paintings                                                                    |                                 | O identificador "Q115132412" é desconhecido pelo sistema. Utilize um identificador de entidade válido, por favor. |
|        | Stockholm, la grue                                                       | 1938                 | Museu de Belas Artes de Bordéus                                                                                       | Museu de Belas Artes de Bordéus                                                                 | arte marinha                    | O identificador "Q123055456" é desconhecido pelo sistema. Utilize um identificador de entidade válido, por favor. |
|        | Le Pont-Neuf sous la neige                                               | 1938                 | Museu de Belas Artes de Bordéus                                                                                       | Museu de Belas Artes de Bordéus                                                                 |                                 | O identificador "Q123055521" é desconhecido pelo sistema. Utilize um identificador de entidade válido, por favor. |
|        | Le port d'Alger                                                          | 1938                 | Marunuma Art Park | Marunuma Art Park                                                                               |                                 | O identificador "Q124154555" é desconhecido pelo sistema. Utilize um identificador de entidade válido, por favor. |
|        | Vue du Grand Hôtel                                                       | 1938                 | Museu de Arte Moderna de Estocolmo                                                                                    | Museu de Arte Moderna de Estocolmo                                                              |                                 | O identificador "Q131750600" é desconhecido pelo sistema. Utilize um identificador de entidade válido, por favor. |
|        | The Seine at the Frette in autumn                                        | 1939                 | Musée Toulouse-Lautrec Centro Nacional de Artes Plásticas                                                             | Musée Toulouse-Lautrec                                                                          |                                 | O identificador "Q47481548" é desconhecido pelo sistema. Utilize um identificador de entidade válido, por favor.  |
|        | BRISE À PORQUEROLLES                                                     | 1939                 | |                                                                                                 |                                 | O identificador "Q134883823" é desconhecido pelo sistema. Utilize um identificador de entidade válido, por favor. |
|        | Porquerolles                                                             | 1939                 | Van Vlissingen Art Foundation                                                                                         |                                                                                                 |                                 | O identificador "Q98392819" é desconhecido pelo sistema. Utilize um identificador de entidade válido, por favor.  |
|        | L'église et le village de la Frette                                      | 1939                 | Richard Green Fine Paintings                                                                                          | Richard Green Fine Paintings                                                                    |                                 | O identificador "Q115132410" é desconhecido pelo sistema. Utilize um identificador de entidade válido, por favor. |
|        | Le port d'Alger                                                          | 1939                 | Museu Nacional de Arte Moderna Museu de Belas Artes de Bordéus                                                        | Museu de Belas Artes de Bordéus                                                                 |                                 | O identificador "Q123055448" é desconhecido pelo sistema. Utilize um identificador de entidade válido, por favor. |
|        | Porquerolles                                                             | 1939                 | Museu de Belas Artes de Bordéus                                                                                       | Museu de Belas Artes de Bordéus                                                                 |                                 | O identificador "Q123055457" é desconhecido pelo sistema. Utilize um identificador de entidade válido, por favor. |
|        | The Pont-Neuf and the Samaritaine                                        | 1940                 | Museu de Arte de Hiroshima                                                                                            | Museu de Arte de Hiroshima                                                                      |                                 | O identificador "Q83179753" é desconhecido pelo sistema. Utilize um identificador de entidade válido, por favor.  |
|        | Mer agitée à Collioure                                                   | 1940                 | Richard Green Fine Paintings                                                                                          | Richard Green Fine Paintings                                                                    |                                 | O identificador "Q115132411" é desconhecido pelo sistema. Utilize um identificador de entidade válido, por favor. |
|        | Le Port de l'Agha                                                        | década de 1940       | |                                                                                                 |                                 | O identificador "Q118674898" é desconhecido pelo sistema. Utilize um identificador de entidade válido, por favor. |
|        | Alger. La douane                                                         | 1941                 | Rose Art Museum | Rose Art Museum                                                                                 |                                 | O identificador "Q98417046" é desconhecido pelo sistema. Utilize um identificador de entidade válido, por favor.  |
|        | Le Port et la douane                                                     | década de 1940       | |                                                                                                 |                                 | O identificador "Q118675104" é desconhecido pelo sistema. Utilize um identificador de entidade válido, por favor. |
|        | Bab-el-Oued au soleil                                                    | década de 1940       | |                                                                                                 |                                 | O identificador "Q124414198" é desconhecido pelo sistema. Utilize um identificador de entidade válido, por favor. |
|        | Vue de la Seine                                                          | 1942                 | Fundação Bemberg | Fundação Bemberg                                                                                |                                 | O identificador "Q83507811" é desconhecido pelo sistema. Utilize um identificador de entidade válido, por favor.  |
|        | Vue de la Seine, embarcadère                                             | 1942                 | Fundação Bemberg | Fundação Bemberg                                                                                |                                 | O identificador "Q83507812" é desconhecido pelo sistema. Utilize um identificador de entidade válido, por favor.  |
|        | Le théâtre en plein air d'Alger by Albert Marquet                        | 1942                 | Fundação Bemberg | Fundação Bemberg                                                                                |                                 | O identificador "Q83507814" é desconhecido pelo sistema. Utilize um identificador de entidade válido, por favor.  |
|        | Temps sombre sur le port de Lagha                                        | 1942                 | |                                                                                                 |                                 | O identificador "Q118675272" é desconhecido pelo sistema. Utilize um identificador de entidade válido, por favor. |
|        | L'escadre alliée à Alger                                                 | 1942                 | Museu de Belas Artes de Bordéus                                                                                       | Museu de Belas Artes de Bordéus                                                                 | arte marinha                    | O identificador "Q123055461" é desconhecido pelo sistema. Utilize um identificador de entidade válido, por favor. |
|        | The port of Algiers with haze                                            | 1943                 | Museu de Belas Artes de Bordéus                                                                                       | Museu de Belas Artes de Bordéus                                                                 |                                 | O identificador "Q47156723" é desconhecido pelo sistema. Utilize um identificador de entidade válido, por favor.  |
|        | Vase de Fleurs                                                           | década de 1940       | Metropolitan Museum of Art                                                                                            | Metropolitan Museum of Art                                                                      |                                 | O identificador "Q19919458" é desconhecido pelo sistema. Utilize um identificador de entidade válido, por favor.  |
|        | Rain, Mont Plaisant                                                      | 1944                 | Associação Nacional de Museus do País de Gales                                                                        | Museu Nacional de Cardiff                                                                       |                                 | O identificador "Q107340192" é desconhecido pelo sistema. Utilize um identificador de entidade válido, por favor. |
|        | Alger vu depuis Bab-el-Oued                                              | 1944                 | |                                                                                                 |                                 | O identificador "Q118671661" é desconhecido pelo sistema. Utilize um identificador de entidade válido, por favor. |
|        | Alger, the Balcony                                                       | 1944                 | Norton Simon Museum                                                                                                   | Norton Simon Museum                                                                             |                                 | O identificador "Q124365341" é desconhecido pelo sistema. Utilize um identificador de entidade válido, por favor. |
|        | View from a Balcony                                                      | 1945                 | Metropolitan Museum of Art                                                                                            | Metropolitan Museum of Art                                                                      | pintura de paisagem             | O identificador "Q20195262" é desconhecido pelo sistema. Utilize um identificador de entidade válido, por favor.  |
|        | Green Louver Shutter                                                     | década de 1940       | No/unknown value |                                                                                                 | vista interior                  | O identificador "Q47454931" é desconhecido pelo sistema. Utilize um identificador de entidade válido, por favor.  |
|        | Sun Rising Over the Port of Algiers (Soleil levant sur le Port d'Algers) | 1945                 | Dallas Museum of Art                                                                                                  | Dallas Museum of Art                                                                            |                                 | O identificador "Q79139649" é desconhecido pelo sistema. Utilize um identificador de entidade válido, por favor.  |
|        | La route à la Frette                                                     | 1945                 | Museu de Belas Artes de Bordéus                                                                                       | Museu de Belas Artes de Bordéus                                                                 |                                 | O identificador "Q123055458" é desconhecido pelo sistema. Utilize um identificador de entidade válido, por favor. |
|        | Balcony with Striped Awning                                              | 1945                 | |                                                                                                 |                                 | O identificador "Q126285398" é desconhecido pelo sistema. Utilize um identificador de entidade válido, por favor. |
|        | Geraniums, Summer                                                        | 1945                 | |                                                                                                 |                                 | O identificador "Q126285406" é desconhecido pelo sistema. Utilize um identificador de entidade válido, por favor. |
|        | Manoir à Ousson-sur-Loire                                                | 1946                 | |                                                                                                 |                                 | O identificador "Q124414313" é desconhecido pelo sistema. Utilize um identificador de entidade válido, por favor. |
|        | Paris, le Pont-Neuf                                                      | 1946                 | Portland Art Museum                                                                                                   | Portland Art Museum                                                                             |                                 | O identificador "Q84243394" é desconhecido pelo sistema. Utilize um identificador de entidade válido, por favor.  |
|        | Automne à la Frette                                                      | 1946                 | Museu de Belas Artes de Bordéus                                                                                       | Museu de Belas Artes de Bordéus                                                                 |                                 | O identificador "Q123055460" é desconhecido pelo sistema. Utilize um identificador de entidade válido, por favor. |
|        | Man Walking by a River, La Frette                                        | 1946                 | Bridgestone Museum of Art                                                                                             | Bridgestone Museum of Art                                                                       |                                 | O identificador "Q124254542" é desconhecido pelo sistema. Utilize um identificador de entidade válido, por favor. |
|        | Le bac à Rolleboise                                                      | século XX            | No/unknown value |                                                                                                 |                                 | O identificador "Q89890651" é desconhecido pelo sistema. Utilize um identificador de entidade válido, por favor.  |
|        | Quai de Conti, l'Automne - Albert Marquet                                | século XX            | Museu das Belas-Artes de Carcassonne                                                                                  | Museu das Belas-Artes de Carcassonne                                                            | paisagem de cidade              | O identificador "Q97330733" é desconhecido pelo sistema. Utilize um identificador de entidade válido, por favor.  |
|        | Notre-Dame par temps gris                                                | século XX            | |                                                                                                 |                                 | O identificador "Q111802352" é desconhecido pelo sistema. Utilize um identificador de entidade válido, por favor. |
|        | Neige et ciel vert, Paris (Le Pont Neuf)                                 | 1947                 | Museu de Arte Moderna de Uehara                                                                                       | Museu de Arte Moderna de Uehara                                                                 |                                 | O identificador "Q66985823" é desconhecido pelo sistema. Utilize um identificador de entidade válido, por favor.  |
|        | Quai Conti sous la neige                                                 | 1947                 | Museu de Belas Artes de Bordéus                                                                                       | Museu de Belas Artes de Bordéus                                                                 |                                 | O identificador "Q123055459" é desconhecido pelo sistema. Utilize um identificador de entidade válido, por favor. |
|        | La Frette, Seine                                                         |                      | Museu da Nova Zelândia Te Papa Tongarewa                                                                              | Museu da Nova Zelândia Te Papa Tongarewa                                                        |                                 | O identificador "Q28474805" é desconhecido pelo sistema. Utilize um identificador de entidade válido, por favor.  |
|        | La Frette - Bord de Seine                                                |                      | |                                                                                                 |                                 | O identificador "Q47363214" é desconhecido pelo sistema. Utilize um identificador de entidade válido, por favor.  |
|        | Vue d'Alger depuis Mont-Riant                                            |                      | No/unknown value |                                                                                                 |                                 | O identificador "Q48229418" é desconhecido pelo sistema. Utilize um identificador de entidade válido, por favor.  |
|        | Escale à Sète                                                            |                      | |                                                                                                 |                                 | O identificador "Q48243624" é desconhecido pelo sistema. Utilize um identificador de entidade válido, por favor.  |
|        | L'église des Sables-d'Olonne vue des quais du port de la Chaume          |                      | |                                                                                                 |                                 | O identificador "Q48311964" é desconhecido pelo sistema. Utilize um identificador de entidade válido, por favor.  |
|        | Riverscene                                                               |                      | Museu Fitzwilliam | Museu Fitzwilliam                                                                               |                                 | O identificador "Q50814418" é desconhecido pelo sistema. Utilize um identificador de entidade válido, por favor.  |
|        | Winter by the Seine                                                      |                      | Museu Nacional de Arte                                                                                                | Museu Nacional de Arte Galeria Nacional da Noruega                                              | paisagem de cidade              | O identificador "Q55432253" é desconhecido pelo sistema. Utilize um identificador de entidade válido, por favor.  |
|        | Paris under Snow                                                         |                      | Galeria Nacional do Canadá                                                                                            | Galeria Nacional do Canadá                                                                      |                                 | O identificador "Q59495177" é desconhecido pelo sistema. Utilize um identificador de entidade válido, por favor.  |
|        | De haven                                                                 |                      | Museu Municipal de Haia                                                                                               | Museu Municipal de Haia                                                                         |                                 | O identificador "Q62081193" é desconhecido pelo sistema. Utilize um identificador de entidade válido, por favor.  |
|        | Flowering Trees                                                          |                      | Dallas Museum of Art                                                                                                  | Dallas Museum of Art                                                                            |                                 | O identificador "Q79144533" é desconhecido pelo sistema. Utilize um identificador de entidade válido, por favor.  |
|        | View of Toulon Harbour                                                   |                      | Tokyo Fuji Art Museum                                                                                                 | Tokyo Fuji Art Museum                                                                           |                                 | O identificador "Q79889792" é desconhecido pelo sistema. Utilize um identificador de entidade válido, por favor.  |
|        | La Seine à Paris                                                         |                      | Galeria de Arte Moderna de Milão                                                                                      | Galeria de Arte Moderna de Milão                                                                |                                 | O identificador "Q81056027" é desconhecido pelo sistema. Utilize um identificador de entidade válido, por favor.  |
|        | Park Boulogne                                                            |                      | Des Moines Art Center                                                                                                 | Des Moines Art Center                                                                           |                                 | O identificador "Q81333591" é desconhecido pelo sistema. Utilize um identificador de entidade válido, por favor.  |
|        | Pont sur la Seine en hiver                                               |                      | Fundação Bemberg | Fundação Bemberg                                                                                |                                 | O identificador "Q83507810" é desconhecido pelo sistema. Utilize um identificador de entidade válido, por favor.  |
|        | Seaside                                                                  |                      | Galeria Nacional da Grécia                                                                                            | Galeria Nacional da Grécia                                                                      |                                 | O identificador "Q88900308" é desconhecido pelo sistema. Utilize um identificador de entidade válido, por favor.  |
|        | Le Port de Boulogne                                                      |                      | Zambaccian Museum | Zambaccian Museum                                                                               |                                 | O identificador "Q93629431" é desconhecido pelo sistema. Utilize um identificador de entidade válido, por favor.  |
|        | Alger. Long-courrier dans le port                                        |                      | Museu de Arte Matsuoka                                                                                                | Museu de Arte Matsuoka                                                                          |                                 | O identificador "Q96115288" é desconhecido pelo sistema. Utilize um identificador de entidade válido, por favor.  |
|        | Naples                                                                   |                      | Johannesburg Art Gallery                                                                                              | Johannesburg Art Gallery                                                                        |                                 | O identificador "Q96242286" é desconhecido pelo sistema. Utilize um identificador de entidade válido, por favor.  |
|        | View at Bougie, Algiers                                                  |                      | Hepworth Wakefield | Hepworth Wakefield                                                                              |                                 | O identificador "Q96937629" é desconhecido pelo sistema. Utilize um identificador de entidade válido, por favor.  |
|        | Le port de Stockholm, matin de printemps                                 |                      | |                                                                                                 |                                 | O identificador "Q105415767" é desconhecido pelo sistema. Utilize um identificador de entidade válido, por favor. |
|        | La Seine à Croisset (près de Rouen)                                      |                      | |                                                                                                 |                                 | O identificador "Q105415812" é desconhecido pelo sistema. Utilize um identificador de entidade válido, por favor. |
|        | The walk to les Sables d'Olonne                                          |                      | |                                                                                                 |                                 | O identificador "Q105417655" é desconhecido pelo sistema. Utilize um identificador de entidade válido, por favor. |
|        | Shore of the Marne, La Varenne                                           |                      | |                                                                                                 |                                 | O identificador "Q105417849" é desconhecido pelo sistema. Utilize um identificador de entidade válido, por favor. |
|        | The beach seen through the eucalyptus trees                              |                      | |                                                                                                 |                                 | O identificador "Q105438071" é desconhecido pelo sistema. Utilize um identificador de entidade válido, por favor. |
|        | The Three Roofs, The Percaillerie                                        |                      | |                                                                                                 |                                 | O identificador "Q105513212" é desconhecido pelo sistema. Utilize um identificador de entidade válido, por favor. |
|        | The Port Of Vigo, Spain                                                  |                      | |                                                                                                 |                                 | O identificador "Q105534197" é desconhecido pelo sistema. Utilize um identificador de entidade válido, por favor. |
|        | Avant-port du Havre, l'anse des pilotes                                  |                      | Museu de Arte Moderna André Malraux                                                                                   | Museu de Arte Moderna André Malraux                                                             |                                 | O identificador "Q105576012" é desconhecido pelo sistema. Utilize um identificador de entidade válido, por favor. |
|        | Sidi Bou Saïd                                                            |                      | No/unknown value | Hermitage Foundation                                                                            |                                 | O identificador "Q107332108" é desconhecido pelo sistema. Utilize um identificador de entidade válido, por favor. |
|        | Nu au poële                                                              |                      | No/unknown value |                                                                                                 |                                 | O identificador "Q110776705" é desconhecido pelo sistema. Utilize um identificador de entidade válido, por favor. |
|        | Le Port de Hambourg sous la pluie                                        |                      | |                                                                                                 |                                 | O identificador "Q110865531" é desconhecido pelo sistema. Utilize um identificador de entidade válido, por favor. |
|        | View of Marseille Harbor in Winter                                       |                      | Ōita Prefectural Art Museum                                                                                           | Ōita Prefectural Art Museum                                                                     |                                 | O identificador "Q111802828" é desconhecido pelo sistema. Utilize um identificador de entidade válido, por favor. |
|        | Le manoir                                                                |                      | Museum de Fundatie | Museum de Fundatie                                                                              |                                 | O identificador "Q114146096" é desconhecido pelo sistema. Utilize um identificador de entidade válido, por favor. |
|        | Vue de Notre-Dame depuis le quai Saint-Michel                            |                      | Nakata Museum | Nakata Museum                                                                                   |                                 | O identificador "Q115914869" é desconhecido pelo sistema. Utilize um identificador de entidade válido, por favor. |
|        | Toits à Venise                                                           |                      | |                                                                                                 |                                 | O identificador "Q119783788" é desconhecido pelo sistema. Utilize um identificador de entidade válido, por favor. |
|        | La baie de Bougie                                                        |                      | Museus Reais de Belas-Artes da Bélgica                                                                                | Museus Reais de Belas-Artes da Bélgica                                                          |                                 | O identificador "Q122209577" é desconhecido pelo sistema. Utilize um identificador de entidade válido, por favor. |
|        | La Seine à Paris                                                         |                      | Museu de Belas Artes de Nantes                                                                                        | Museu de Belas Artes de Nantes                                                                  |                                 | O identificador "Q122680813" é desconhecido pelo sistema. Utilize um identificador de entidade válido, por favor. |
|        | Quai de Conti                                                            |                      | Museu de Arte e História                                                                                              | Museu de Arte e História                                                                        |                                 | O identificador "Q124336188" é desconhecido pelo sistema. Utilize um identificador de entidade válido, por favor. |
|        | LA PLACE                                                                 |                      | |                                                                                                 |                                 | O identificador "Q124414206" é desconhecido pelo sistema. Utilize um identificador de entidade válido, por favor. |
|        | Les toits d'Ouchy et le Léman                                            |                      | |                                                                                                 |                                 | O identificador "Q124414209" é desconhecido pelo sistema. Utilize um identificador de entidade válido, por favor. |
|        | Porquerolles, après-midi d'été                                           |                      | |                                                                                                 |                                 | O identificador "Q124414233" é desconhecido pelo sistema. Utilize um identificador de entidade válido, por favor. |
|        | Small Boat at Porquerolles Bay                                           |                      | Ōita Prefectural Art Museum                                                                                           | Ōita Prefectural Art Museum                                                                     |                                 | O identificador "Q124436370" é desconhecido pelo sistema. Utilize um identificador de entidade válido, por favor. |
|        | Rolleboise                                                               |                      | Yoshino Gypsum |                                                                                                 |                                 | O identificador "Q124463910" é desconhecido pelo sistema. Utilize um identificador de entidade válido, por favor. |
|        | Le Pont Neuf                                                             |                      | Hecht Museum | Hecht Museum                                                                                    |                                 | O identificador "Q124726465" é desconhecido pelo sistema. Utilize um identificador de entidade válido, por favor. |
|        | Street Lamp, Arcueil                                                     |                      | |                                                                                                 |                                 | O identificador "Q126285393" é desconhecido pelo sistema. Utilize um identificador de entidade válido, por favor. |
|        | Quai de la Seine à Paris                                                 |                      | Museu de Arte Moderna André Malraux                                                                                   | Museu de Arte Moderna André Malraux                                                             |                                 | O identificador "Q130599077" é desconhecido pelo sistema. Utilize um identificador de entidade válido, por favor. |
|        | Vue de Fontarrabie                                                       |                      | Museu de Grenoble | Museu de Grenoble                                                                               |                                 | O identificador "Q133956620" é desconhecido pelo sistema. Utilize um identificador de entidade válido, por favor. |
|        | Pont Saint-Michel                                                        |                      | |                                                                                                 |                                 | O identificador "Q134422905" é desconhecido pelo sistema. Utilize um identificador de entidade válido, por favor. |
|        | BORD DE SEINE À POISSY                                                   |                      | |                                                                                                 |                                 | O identificador "Q134436354" é desconhecido pelo sistema. Utilize um identificador de entidade válido, por favor. |

## pintura a guache
| Imagem | Título                           | Data | Coleção | Localização | Gênero | Descrito em |
| ------ | -------------------------------- | ---- | ------- | ----------- | ------ | --- |
|        | Algiers, The Port Of La Madrague |      |         |             |        | O identificador "Q105535443" é desconhecido pelo sistema. Utilize um identificador de entidade válido, por favor. |

∑ 386 items.